# Pandémie de Covid-19 en Suisse
La pandémie de Covid-19 se propage en Suisse depuis le 25 février 2020, date du premier cas confirmé. Les dix premiers cas détectés de contaminations sont tous en lien avec l'épidémie sévissant en Italie. Au niveau mondial, l'épidémie de Covid-19 devient une pandémie, le 11 mars 2020 selon l'OMS, dont l'Europe est l'épicentre de mars à avril.
Le 16 mars 2020, le Conseil fédéral qualifie la situation de « situation extraordinaire » au sens de la loi sur les épidémies et renforce les mesures, ce qui lui permet d'édicter des mesures nationales, c'est-à-dire identiques pour tous les cantons.
Selon l'Office fédéral de la santé publique (OFSP), au 13 septembre 2020, le bilan est de 47 179 cas confirmés, dont 2 599 détectés au cours des sept derniers jours, en augmentation constante sur les quatre dernières semaines.
En décembre 2020, la situation s'est notablement dégradée, le pays enregistrant 5 000 infections par jour et 100 décès quotidiens, son ministre de la santé reconnaissant que le gouvernement avait été « beaucoup trop optimiste ».
Le 1er avril 2022, les dernières mesures de l’ordonnance COVID-19 situation particulière sont levées par le Conseil fédéral, avec la suppression de l’isolement pour les personnes infectées et l’abandon du port du masque chirurgical dans les transports publics et les établissements de santé. Avec ce retour à la situation normale, les cantons assument à nouveau la responsabilité principale des mesures de protection de la population après 868 jours de situation particulière. Ce tournant est dû grâce au niveau élevé d'immunité dans la population, les hospitalisations aux soins intensifs de personnes atteintes du COVID-19 n'ayant pas augmenté de manière significative au cours des dernières semaines, alors que le nombre d'infections était en hausse,.

## Chronologie

### 2020

#### Janvier à mars – les premiers cas et augmentation rapide

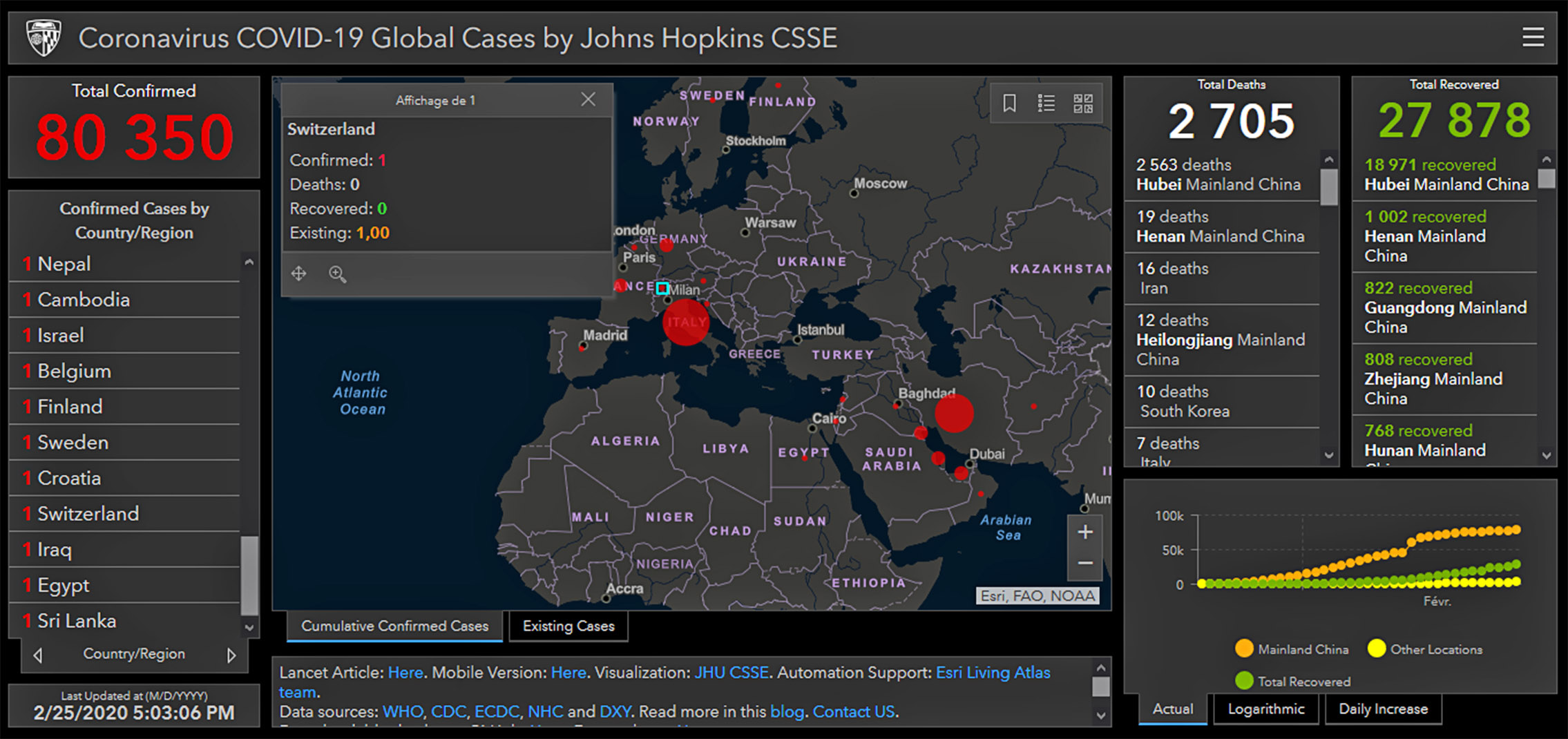
Premier cas Covid-19 enregistré de Suisse et référencé officiellement au niveau mondial

Une crèche est fermée pour cause de cas suspects dans le canton de Neuchâtel, qui finalement se révéleront négatifs.
Le 1er mars, à Spreitenbach, en Argovie, en raison d'un éducateur de 31 ans qui a été infecté lors d'une visite familiale dans le nord de l'Italie, 44 enfants de maternelle, 8 enseignants et un certain nombre de personnes en contact avec lui ont été envoyés en quarantaine.
Un premier cas de Covid-19 est détecté le 24 février 2020, lorsqu'un homme d'une septantaine d'années habitant le canton du Tessin et ayant séjourné en Lombardie est testé positif. Le 27 février, sept nouveaux cas, tous en lien avec l'épidémie sévissant en Italie. sont détectés dans six autres cantons (Argovie, Bâle, Genève, Grisons, Vaud, Zurich), et du 28 février au 1er mars, quatre cantons annoncent également un premier cas,.
Le 28 février, sur la base de la loi sur les épidémies, le Conseil fédéral interdit les rassemblements de plus de 1 000 personnes jusqu'au 15 mars, décrétant une « situation particulière ». Huit nouveaux cas sont signalés, dont les premiers dans les cantons de Bâle-Campagne, Valais (probablement contaminé sur un chantier),. Le 29 février, un premier cas est confirmé dans le canton de Berne, celui d’une lycéenne de 21 ans, ce qui mène à la mise en quatorzaine de 45 élèves et 9 enseignants. Le bilan officiel est alors de 22 cas détectés (confirmés ou en attente de confirmation) sur 1 100 personnes testées jusqu'alors, dix cantons étant concernés.
Le 1er mars, le canton de Fribourg détecte son premier cas, celui d'un homme de 30 ans qui a probablement été infecté lors d'un voyage en Lombardie. Le 2 mars, le bilan est de 42 cas et le canton de Neuchâtel annonce un premier cas, un homme de 22 ans de la Chaux-de-Fonds actif dans le canton de Berne et revenu de Milan deux semaines auparavant, testé positif et y a été placé en quarantaine avec sa partenaire à l'hôpital d'Interlaken,,. Le 3 mars, le bilan est de 54 cas et de deux guérisons, le septuagénaire tessinois, premier cas de coronavirus signalé en Suisse, et le patient numéro un à Genève. Le canton de Zoug annonce un premier cas, celui d'un homme de 22 ans contaminé lors d'une réunion privée. Le même jour, l'Armée suisse annonce un cas, celui d'un militaire testé à son entrée en service pour un cours de répétition à Wangen an der Aare après avoir indiqué qu'il s'était rendu il y a peu à Milan. Le canton de Schwytz annonce un premier cas, auquel s'ajoutent le jour suivant deux autres cas, un homme et de deux femmes âgés de 26 ans, 43 ans et 55 ans, tombés malades indépendamment les uns des autres,. Le 4 mars, le bilan est de 97 cas, dont 58 cas confirmés et 39 cas testés positifs en cours de confirmation et 200 personnes se trouvent en quarantaine. Au total, quinze cantons sont désormais concernés. Avec l'annonce de la guérison du premier malade du canton de Vaud, un frontalier français, le nombre de malades guéris passe à trois. Dans le canton de Saint-Gall, le premier cas est une femme qui présentait de légers symptômes tels que le rhume et avait séjourné à Milan peu auparavant. Le 5 mars, le bilan est de 114 cas et un premier décès est constaté dans le canton de Vaud ; il s'agit d'une patiente de 74 ans souffrant de problèmes respiratoires chroniques qui s'était rendue en Italie du Nord. Le canton du Jura, qui était le dernier canton suisse romand épargné par le virus, et le canton d'Appenzell Rhodes-Extérieures annoncent chacun un premier cas. Le 6 mars, l'Office fédéral de la santé publique (OFSP) annonce 210 cas confirmés, soit presque le double de la veille. De leur côté, les cantons de canton de Thurgovie et de canton de Soleure recensent chacun un premier cas. Au 7 mars, le nombre de sujets recensés positifs à la maladie dans le pays s'élève à 264 et une seconde personne décède. Au 8 mars, le nombre de sujets recensés positifs à la maladie dans le pays s'élève à 332, dont 281 ont été confirmés, et 51 autres sont en attente de confirmation après un premier résultat positif. Un troisième décès est recensé, celui d'un patient de 76 ans soigné à l'hôpital cantonal de Liestal à Bâle-Campagne. Au 9 mars, le nombre de sujets recensés positifs à la maladie dans le pays s'élève à 374, dont 312 ont été confirmés, et 62 autres sont en attente de confirmation après un premier résultat positif. Le 11 mars 2020, la Suisse compte 651 cas confirmés et 4 morts. Le pays fait donc face à une explosion du nombre de cas détectés, le mettant au 12 mars au troisième rang des pays d'Europe qui ont le plus de cas confirmés par rapport au nombre d'habitants.
Le 13 mars, le Conseil fédéral annonce le durcissement des mesures sur l'ensemble du pays, avec notamment l'interdiction des rassemblements de plus de 100 personnes, la fermeture des écoles et universités dans tout le pays, jusqu'au 4 avril au moins, et l'introduction de contrôles aux frontières ; parallèlement, de nombreux cantons annoncent des restrictions plus strictes. Le même jour, le canton d'Obwald enregistre un premier cas.

#### Mars à avril – pic de l'épidémie et état d'urgence

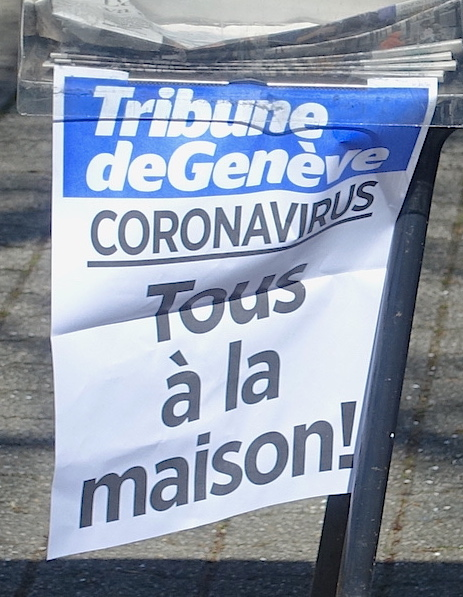
Manchette du 17 mars.

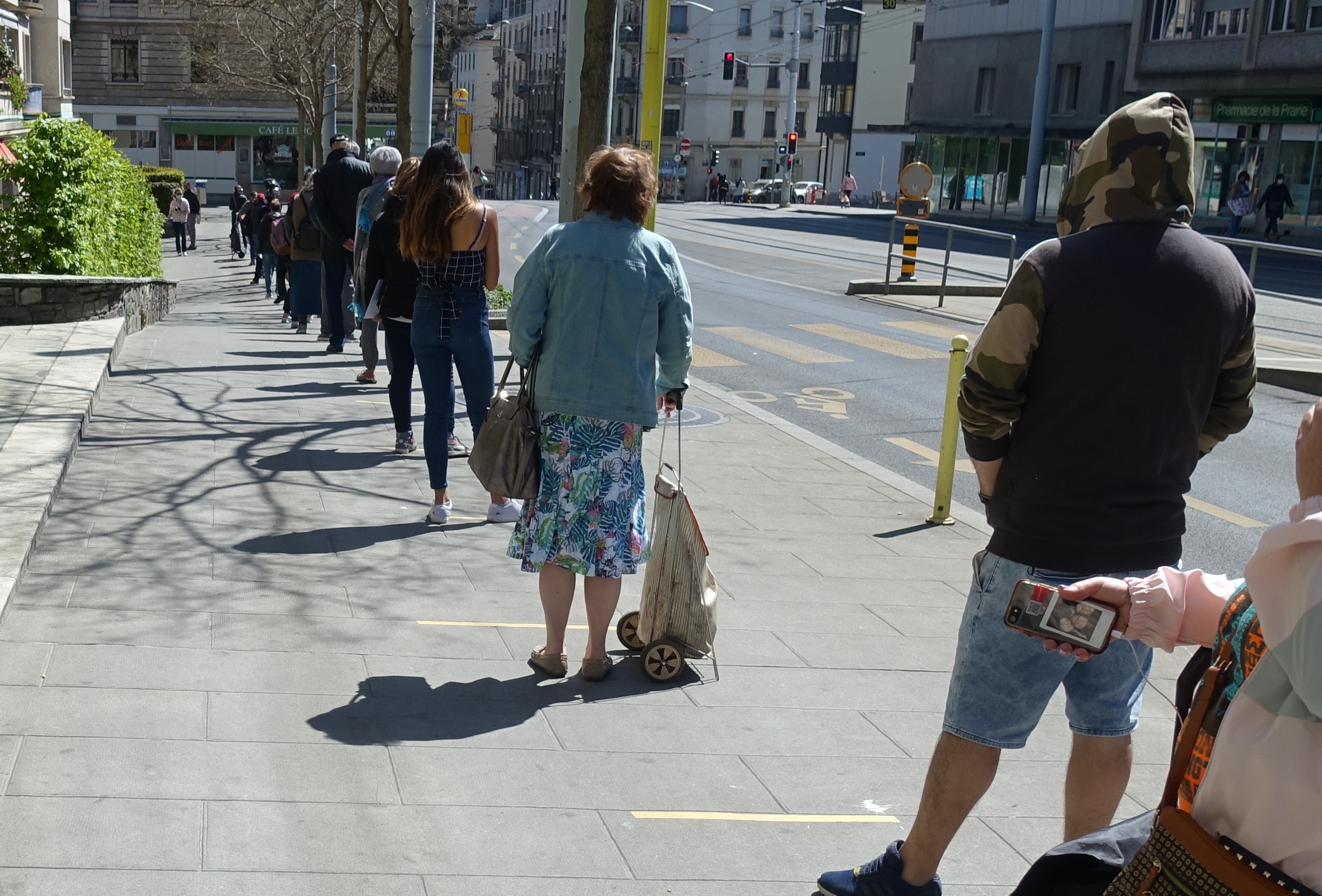
Queue à l’office de poste, 14 avril.

Le 16 mars, alors que la Suisse compte 3 700 cas détectés, dont plus de 1 000 nouveaux cas ce jour-là, ainsi que 34 décès, dont sept le jour même, le Conseil fédéral déclare l'état d'urgence sanitaire dans tout le pays (« situation extraordinaire » selon article 7 de la loi sur les épidémies) qui lui octroie de prendre le pouvoir sur les cantons, en vue de prendre des mesures exceptionnelles pour faire face à l'épidémie.
Par voie d'ordonnance, il interdit toute manifestation publique ou privée, et ordonne la fermeture de presque tous les établissements ouverts au public : commerces, restaurants, lieux de divertissement et de loisirs, salons de coiffure et d'esthétique. Seuls peuvent rester ouverts les magasins d'alimentation, les transports, les hôtels, les banques, les bureaux de poste et la restauration à emporter. Il ordonne également le déploiement renforcé de l'armée (et de la Protection civile) en vue de venir en aide au système de santé et aux douanes et rétablit les contrôles aux frontières avec l'Allemagne, la France et l'Autriche - tous membres de l'Espace Schengen. Ces mesures sont initialement prévues jusqu'au 19 avril.
Au 24 mars 2020, le bilan est de 8 838 cas testés positifs. Le nombre de décès s’élève à 86. Au 28 mars, le bilan est de 13 213 cas testés positifs et le nombre de décès s'élève à 235. Au 31 mars, le bilan est de 17 867 cas testés positifs et le nombre de décès s'élève à 513. Le pic de l'épidémie est atteint au début du mois d'avril, avec plus de 25 000 nouveaux cas détectés au total, dont jusqu'à 1 300 en un jour.

#### Fin avril à mi-juin – diminution du nombre de cas et assouplissements
Au 14 avril, le nombre quotidien de décès et d'admissions à l'hôpital sont en diminution depuis plusieurs jours, et le nombre de cas détectés ce jour est de 254, contre plus de 1 300 à la fin du mois de mars. Ces chiffrent permettent à l'OFSP d'affirmer que le pic de l'épidémie est passé.
Le 16 avril, le Conseil fédéral annonce vouloir progressivement assouplir les mesures prises le 16 mars en trois étapes prévues pour le 27 avril, le 11 mai et le 8 juin. L'OFSP change de stratégie et passe à l'« endiguement » de l'épidémie. Ce changement est justifié par la baisse significative du nombre de malades.
Pour chaque étape, les entreprises concernées doivent présenter un plan de protection. Ce plan a pour but de réduire au maximum la contagion et de protéger les clients et les employés des établissements. Les autorités ont le droit de fermer un établissement qui n'a pas de plan de protection ou ne le respecte pas. Chaque habitant doit alors s'efforcer de ne pas transmettre le virus et de ne pas l'attraper en appliquant impérativement les règles d'hygiène - lavage des mains - et de distance sociale. Pour chaque cas suspect, les autorités reprennent la recherche des contacts, interrompue en mars dans la plupart des cantons en raison du nombre trop faible de personnel engagé et de la forte croissance de l'épidémie. Toute personne qui présente des symptômes de la maladie doit se faire dépister, et elle sera alors mise en isolement ainsi que toutes les personnes qu'elle a côtoyé les deux derniers jours,.
Les salons de coiffure, les magasins de jardinage, les crèches et les physiothérapeutes ont pu rouvrir le 27 avril. Le plan de protection des magasins de jardinage inclus la limitation du nombre de clients dans le magasin, le respect des distances, les zones d'attente balisées, le paiement par carte bancaire et des vitres en plexiglas devant les caisses. Dans les salons de coiffure, le nombre de clients est divisé par deux, les clients et les employés doivent porter un masque de protection et les places doivent être désinfectées après chaque client.

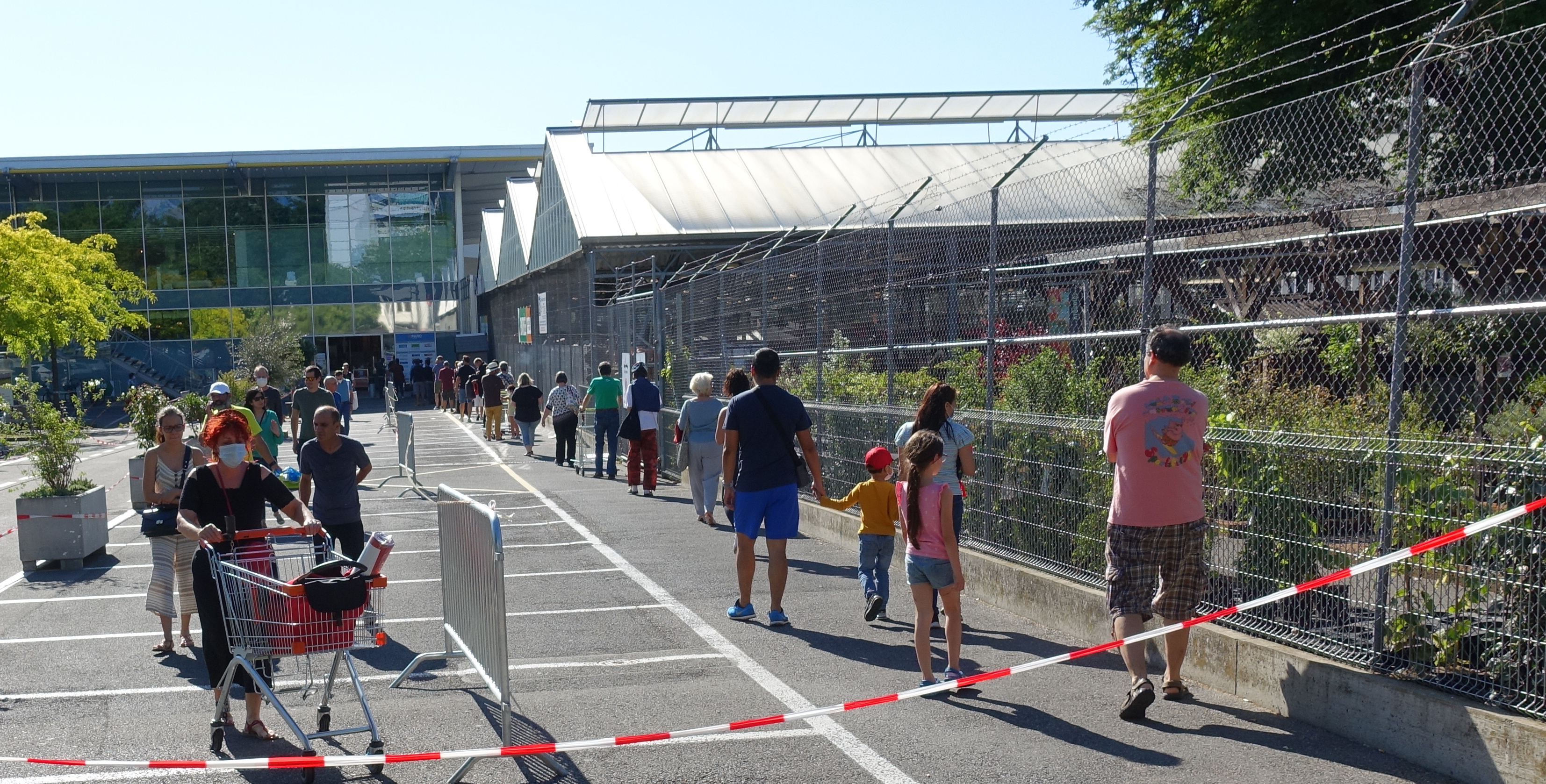
File d’attente devant une grande surface, 20 mai.

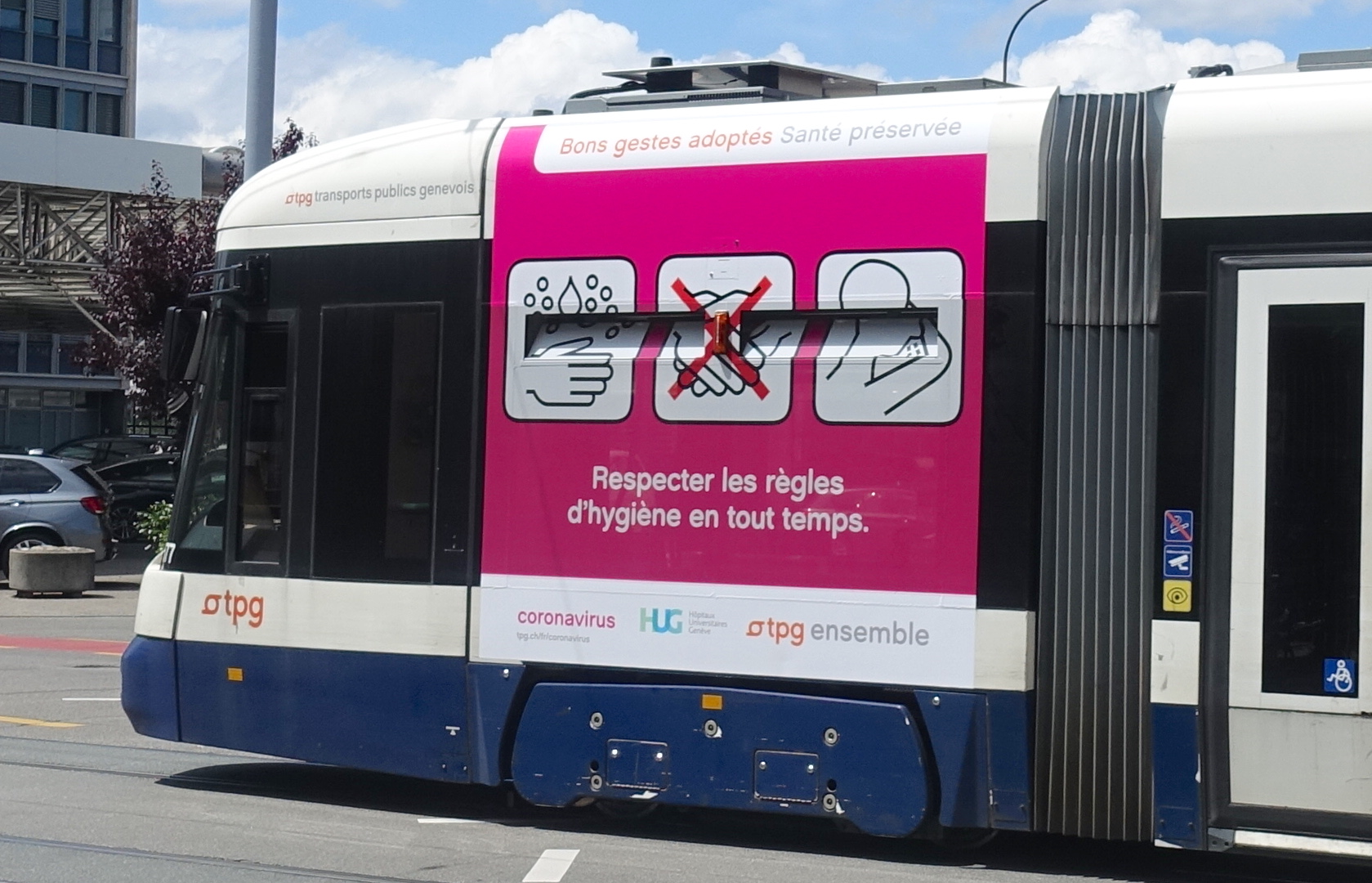
Message de prévention à Genève, 11 juin.

Les écoles primaires, les commerces, les restaurants, les musées et les bibliothèques ont pu ouvrir le 11 mai. Le plan de protection des restaurants prévoit un groupe de maximum quatre personnes par table - sauf famille nombreuse, les tables espacées, ou isolées par un élément de séparation. Ces mesures sont contraignantes et de nombreux restaurants ont décidé de ne pas ouvrir. Les plans de protection des écoles sont établis par les cantons et adaptés en fonction de la situation locale. Ce plan prévoit que les enfants doivent se laver les mains, que les enseignants resteront à 2 m des élèves, et que les pupitres seront espacés. Les parents n'ont pas le droit de se réunir aux abords des écoles. Dans les cantons de Genève, Vaud, Neuchâtel, Berne, Zurich et Saint-Gall, les premières semaines d'école se feront en alternance, en demi-classes, tandis que dans d'autres cantons, c'est le retour à la normale - horaires ordinaires et classes complètes.
Au début du mois de mai 2020, les nouveaux cas diminuent encore, jusqu'à passer sous la barre des 100 cas testés positifs. À la fin du mois de mai, il n'y a plus qu'une dizaine de cas par jour. Au milieu du mois, la santé publique du canton du Jura déclare la première vague épidémique passée. La situation sanitaire est jugée satisfaisante par le Conseil Fédéral, le nombre de malades étant bas et stable depuis plusieurs semaines, et l'état d'urgence est levé le 19 juin.

#### Mi-juin à septembre – fin de l'état d'urgence et augmentation des cas
À la fin du mois de mai, vu le nombre de cas devenu très faible, la présidente Simonetta Sommaruga qualifie la situation de « réjouissante » et annonce la fin de l'état d'urgence dès le 19 juin. La fin de l'état d'urgence signifie un retour à la prédominance des autorités cantonales dans la prise de décision sur les mesures de lutte contre l'épidémie. Le 6 juin, de nombreux établissements, notamment dans le domaine du tourisme, sont autorisés à rouvrir: zoos, piscines, remontées mécaniques, campings, casinos et salons érotiques. Les manifestations sont dès lors autorisées jusqu'à 300 participants : mariages, salons, concerts, théâtres ou camp de vacances. Les plans de protection doivent assurer l'hygiène des mains, le respect des distances, le paiement sans contact et les listes de présence - pour permettre le traçage des contacts. Le télétravail reste recommandé. Le secteur du tourisme se prépare à recevoir moins de visiteurs que d'ordinaire durant la haute saison qui débute en juin, en particulier dans les grandes villes en raison d'un tourisme international prévu d'être très faible; un sondage indique que les habitants qui ont annulé leurs projets de voyage sont intéressés en particulier par les régions de montagne.
En coordination avec les autres pays, les frontières avec l'Union européenne rouvrent le 15 juin. Les pays se réservent cependant le droit d'ordonner la mise en quarantaine des voyageurs en fonction de leur pays de provenance. La fin de l'état d'urgence le 19 juin est accompagnée par la levée ou l'assouplissement de certaines mesures dont l'objectif est un « retour à une quasi-normalité » selon les autorités: le télétravail est désormais un choix entre entreprises et employés. Les rassemblements sont autorisés jusqu'à 300 personnes dans tout le pays et les autorités des cantons peuvent décider d'abaisser ce plafond si nécessaire. Seuls les grands événements avec plus de 1 000 participants sont toujours interdits. Les manifestations politiques ne sont plus concernées par cette limitation, mais l'utilisation de masques est obligatoire. L'utilisation des masques est recommandée dans les transports publics. Le 25 juin, l'application mobile de suivi des contacts SwissCovid est mise à disposition de la population, son utilisation étant volontaire et recommandée par les autorités.
Au cours du mois de juin, le nombre de cas détectés augmente graduellement passant de 18 par jour au début du mois à 58 à la fin du mois.
Le 1er juillet 2020, à la suite de la demande des gouvernements de plusieurs cantons, le Conseil Fédéral rend obligatoire l'utilisation des masques dans les transports publics de tout le pays. Cette obligation concerne tous les passagers des trains, des trams, des bus, des remontées mécaniques et des bateaux. Il ordonne également la mise en quarantaine de tout habitant qui revient d'un pays classé "risqué", la liste de ces pays comptant alors une trentaine de pays, la plupart en dehors de l'Europe (les seuls pays européens étant alors la Suède, la Serbie et le Kosovo). La liste est mise à jour chaque mois. Ces décisions sont destinées à « trouver un nouvel équilibre » à la suite de l'augmentation de la fréquentation des transports et l'ouverture des frontières en Europe, qui a provoqué l'importation et le transport de nouveaux cas. Dans les semaines qui suivent, le Luxembourg, la Belgique, l'Espagne, puis les Îles Baléares sont ajoutés à la liste des pays d'Europe à risque, tandis que la Serbie et la Suède sont retirées de la liste. Mi-août, l'ajout des îles Baléares à la liste provoque une afflux momentané de voyageurs: des résidents écourtent leurs vacances en vue de rentrer au pays avant que la mise en quarantaine devienne une obligation - dans 3 jours. La Norvège inscrit la Suisse sur sa liste des pays à risque, et le gouvernement de la Belgique place certains cantons suisses sur sa liste de zones à risque.
Le 17 juillet 2020, le chef de la cellule de crise de l'OFSP déclare que « la situation suisse est dangereusement stable », citant une hausse claire du nombre de nouveaux cas par rapport à la mi-juin. Une semaine plus tard, à la suite de l'augmentation du nombre de cas dans la région, les autorités du canton de Genève rendent le port du masque obligatoire dans les commerces et lorsqu'on est debout au restaurant. Elles ordonnent également la fermeture des lieux festifs: discothèques, dancings et cabarets et rendent obligatoire l'inscription des participants à des fins de recherche des contacts pour les événements de 100 à 1 000 personnes.
Au mois d'août, le nombre de cas détectés remonte à un nombre compris entre 100 et 300 par jour, principalement des personnes jeunes. Le nombre est comparable au mois d'avril, mais la situation épidémiologique est différente en raison d'un nombre de tests bien plus élevé et de la plus faible susceptibilité des jeunes à la maladie, ce qui mène à un nombre d'hospitalisations largement inférieur. Les personnes de plus de 60 ans, susceptibles de tomber gravement malades, sont peu touchées, contrairement au mois de mars et d'avril. Le Conseil fédéral décide que les manifestations de plus de 1 000 personnes, interdites depuis le 1er mars, seront de nouveau possibles dès le mois d'octobre, mais chaque manifestation devra préalablement être autorisée par les autorités cantonales. Les premiers concernés par cette interdiction sont les clubs de football et de hockey: l'interdiction limite sévèrement le nombre de spectateurs dans les stades, et met en danger la survie de certain clubs. À la fin du mois d'août, l'utilisation des masques dans les commerces est une obligation dans les cantons de Genève, Neuchâtel, Jura, Vaud, Fribourg, Bâle, Valais et Zurich.

#### Octobre à décembre – deuxième vague

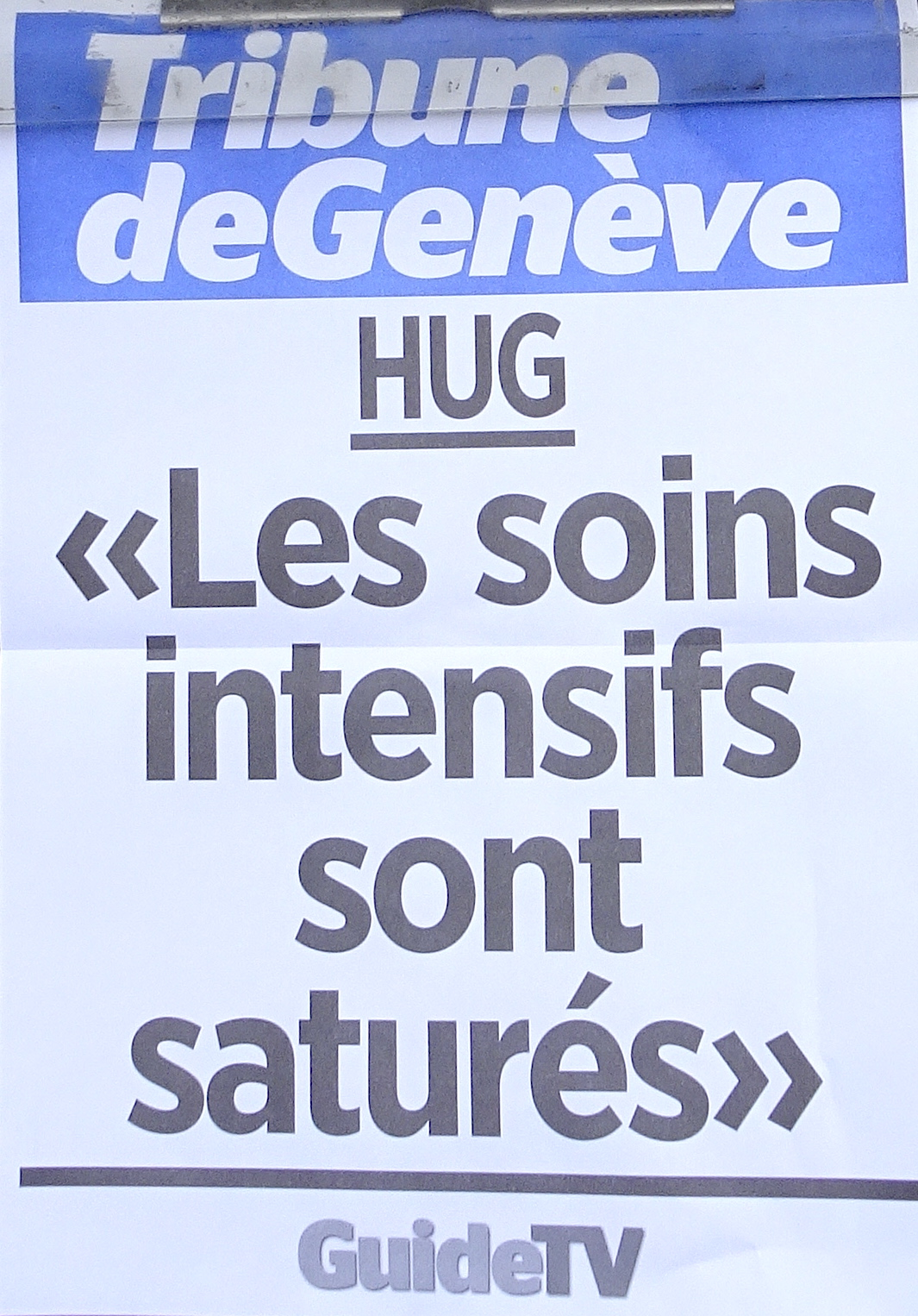
Manchette de la Tribune de Genève, le 7 novembre 2020.

Le 7 octobre, les autorités du canton du Jura constatent une hausse des infections au covid-19 sur le territoire, qui passe de 24 par semaine à 31 en trois jours. Les autorités qualifient cette hausse d'« inquiétante ». Une des raisons est qu'il n'y a aucun lien entre les différentes personnes infectées. Inquiétude également évoquée quelques jours plus tard par les directeurs de la santé publique, qui mettent en avant le changement de comportement de la population qui, à la suite de la baisse des températures, passe davantage de temps à l'intérieur. Les autorités du canton de Genève constatent une nette péjoration de la situation sanitaire, et une augmentation des hospitalisations pour covid-19. Selon les autorités les contaminations ont lieu le plus souvent dans la vie privée : lors de fêtes entre amis ou de regroupement familial.
Dans un article paru le 14 octobre, la Radio Télévision Suisse (RTS) évoque « quelque chose qui ressemble à une deuxième vague ». L'office fédéral de la santé publique (OFSP) annonce la plus forte hausse du nombre d'infections au SRAS-CoV2 jamais constatée en Suisse : alors que le nombre d'infections était stable à près de 500 par jour depuis plusieurs semaines, au début du mois d'octobre il a augmenté à plus de 1 000 par jour en une semaine, et à 2 800 par jour la semaine suivante.
Le 19 octobre, à la suite d'une forte augmentation du nombre de cas, et sur demande des autorités des différents cantons, le Conseil Fédéral prononce une série de mesures qui s'appliquent à toute la Suisse. L'utilisation des masques, déjà obligatoire dans les transports publics, sera rendu obligatoire à l'intérieur de tous les lieux publics : gares, aéroports, magasins, bureaux de poste, restaurants, bars, vestiaires, cinémas, musées, et lieux de culte. Le Conseil Fédéral recommande également le télétravail et introduit des limitations concernant les restaurants, les bars et les rassemblements de plus de 15 personnes
.
Le 22 octobre, les autorités du canton du Valais, région la plus touchée par la deuxième vague de covid-19, prononcent des mesures sur leur territoire, en plus de celles déjà prononcées par le Conseil Fédéral. L'utilisation d'un masque est désormais une obligation sur le lieu de travail. Les lieux de divertissement doivent fermer : cinémas, théâtres, musées, piscines, etc. La pratique des sports de contact a été interdite - sports de combat, football ou hockey. Les restaurants et les bars doivent fermer à 22 heures. Les hautes écoles comme l'université, doivent fermer et l'enseignement se fait uniquement à distance. L'hôpital du Valais craint la saturation dans les semaines à venir, et l'arrivée d'une situation « très difficile » au début du mois de novembre, délai pour que les mesures prononcées par le gouvernement aient un effet.
Le 28 octobre, le Conseil fédéral décide de nouvelles mesures de restrictions des contacts sociaux et d'hygiène, notamment une interdiction des événements rassemblant plus de 50 personnes, hormis pour les compétitions sportives et les manifestations artistiques professionnelles. Les réunions dans le cercle privé sont limitées à 10 personnes, et les consommations dans les bars et les restaurants doivent se faire assis à des tables rassemblant au maximum 4 personnes, excepté pour les parents avec enfants. Les boîtes de nuits sont fermées dans tout le pays et les bars et les restaurants doivent être fermés entre 23 h et 6 h. Les sports de contact sont interdits à partir de 16 ans. L'enseignement dans les universités et hautes écoles doit obligatoirement se faire à distance. Le port du masque est étendu en extérieur dans les commerces, restaurants et lieux culturels, les zones très fréquentées, et partout où la concentration de personnes ne permet pas de respecter une distance physique, comme au travail par exemple. Les enfants de moins de 12 ans sont exceptés de cette obligation. Les assemblées législatives peuvent continuer à siéger et les votations du 27 novembre peuvent avoir lieu. Les critères de classification des pays à risque pour les voyages sont changés pour que seuls les pays et régions qui ont un taux d'incidence supérieur à la Suisse soit considérés comme à risque, ce qui laisse la Belgique, la République tchèque, Andorre et l’Arménie et trois zones en France sur la liste.
Alain Berset qualifie ces mesures de « draconiennes », mais néanmoins moins fortes qu'en mars, tout en affirmant qu'il s'agit du dernier moment pour éviter des mesures plus strictes tel qu'un nouveau confinement, et appelle à « limiter les contacts interpersonnels ». Il exprime aussi un regret que les restaurants ne suivent pas systématiquement l'obligation de traçage des clients,.
À partir du 2 novembre, les tests rapides sont autorisés. Ils seront accessibles aux personnes qui présentent des symptômes et ne font pas partie d’une catégorie à risques. En cas de test négatif, la personne avec des symptômes doit rester en quarantaine jusqu'à 24 heures après la disparition de ceux-ci. Sur le plan du soutien à l'activité économique, les RHT pourront être prolongée, de manière rétroactive au 1er septembre, et la possibilité est ouverte pour les petits indépendants de demander des indemnités pour perte de gains. Il est envisagé des aides à fonds perdus pour la culture.
Ces mesures font suite à de fortes critiques du Conseil fédéral. Le lobby des multinationales Économiesuisse et la Fédération des entreprises suisses disent soutenir les mesures pour lutter contre l'épidémie, affirmant qu'elles sont difficiles mais nécessaires.
Au début du mois de novembre, certains hôpitaux craignent la saturation d'ici une à deux semaines. Les cantons de Vaud, Jura, Neuchâtel et Fribourg prononcent l'état de nécessité et la fermeture de nombreux établissements publics, notamment les restaurants, les bars, les cinémas, les théâtres, les centres de loisirs, les fitness et les piscines,.
À la fin décembre 2020, le pays enregistre 5 000 infections par jour et 100 décès quotidiens. Son ministre de la santé, Alain Berset, reconnaît que le gouvernement avait été « beaucoup trop optimiste ». Le pays a commencé une campagne de vaccination contre la Covid-19 le 23 décembre 2020.

### 2021

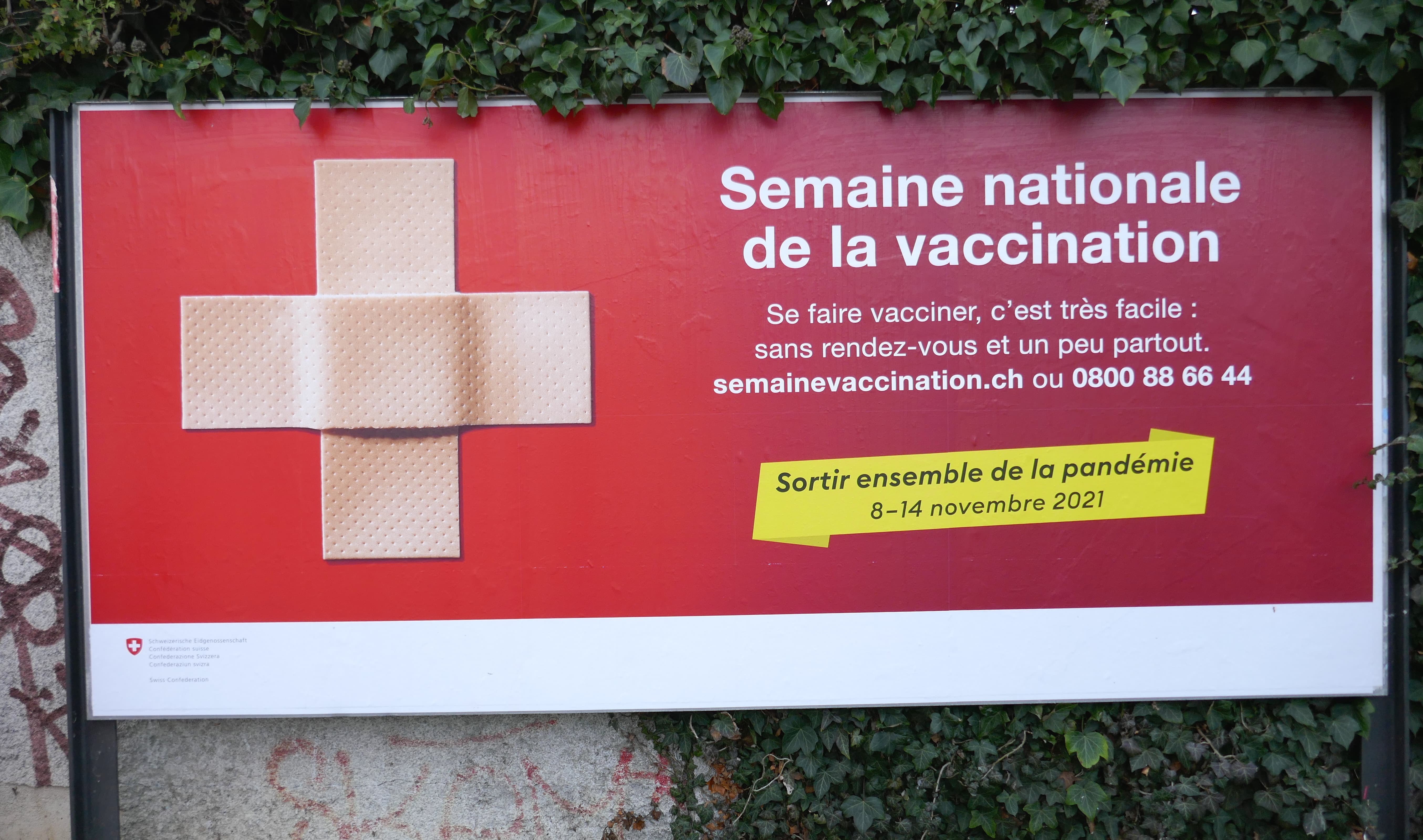
Campagne de vaccination, novembre 2021.

### 2022

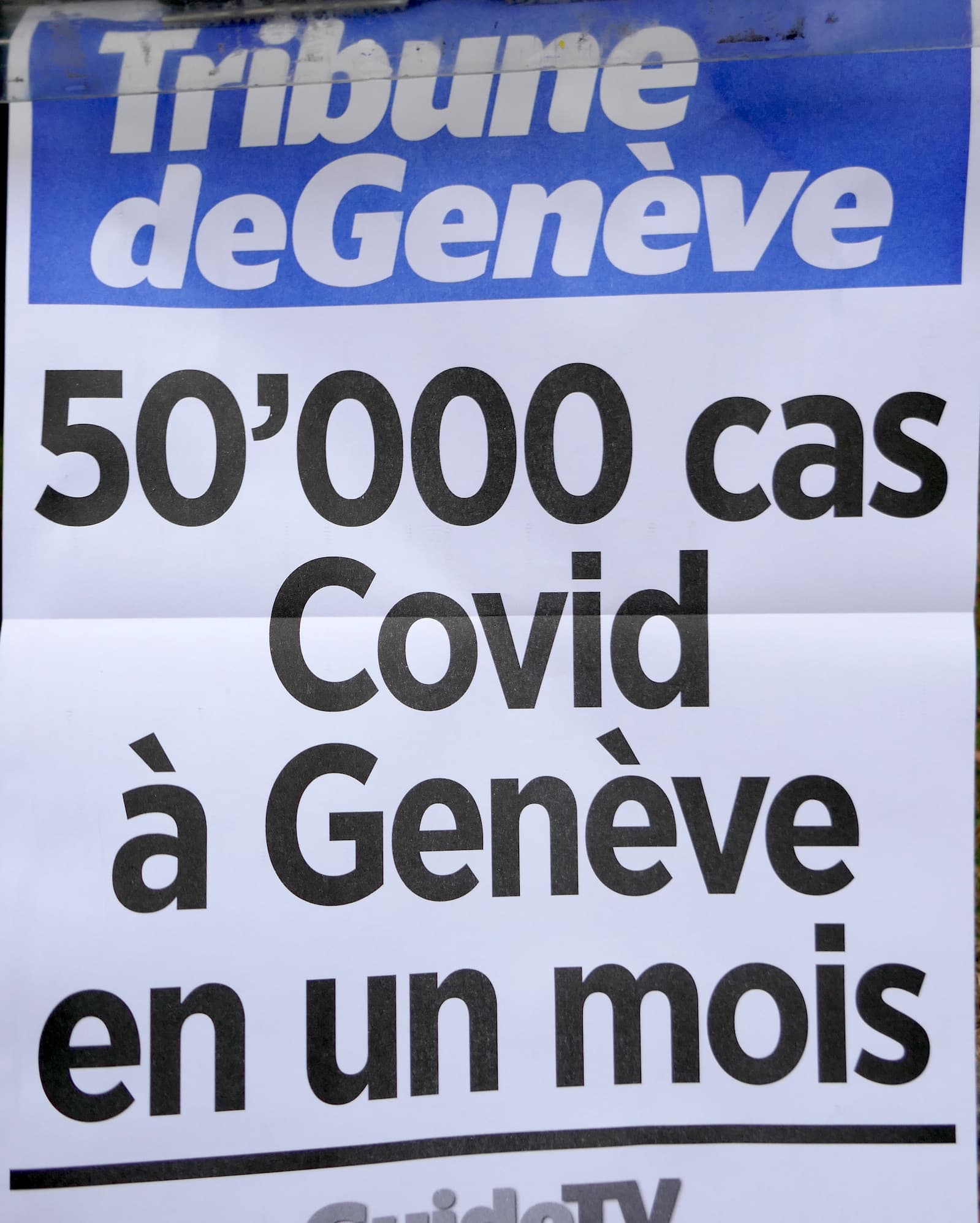
Nombre record de cas à Genève.

Le 16 février 2022, le président de la Confédération Ignazio Cassis annonce que dès le 17 février, le certificat Covid n'est plus obligatoire dans aucun établissement en Suisse. Que le masque n'est plus obligatoire dans les magasins, restaurants, fitness et au travail, mais qu'il reste cependant obligatoire dans les transports publics et les établissements de santé, mais seulement jusqu’au 31 mars. La recommandation de télétravail est abrogée. L’isolement des personnes positives est quant à elle levé le 31 mars, et la Confédération continue de prendre en charge les tests Covid des personnes avec symptômes et tous les tests antigéniques. Pour finir, il n’y a plus aucune restriction d’entrée sur le territoire suisse. Le président souligne néanmoins que la levée des obligations ne va pas automatiquement rimer avec la disparition de ces mesures. Les cantons peuvent de leur côté décider que certaines des mesures doivent rester en place. Par exemple, certains peuvent maintenir l’obligation du certificat dans certains cas. De plus, les commerces peuvent choisir individuellement de continuer à obliger le port du masque. Les certificats Covid sont toujours disponibles pour les voyages.

## Propagation du virus

### Estimations de la propagation réelle du virus
Au début du mois d'août, la Task force scientifique de la Confédération estime que le nombre réel d'infections se situerait entre 250 000 et 400 000, soit 3 à 5 % de la population, pour seulement 36 000 cas confirmés en laboratoire. Ainsi, 80 à 90 % des personnes infectées ne seraient pas retrouvées. Le nombre de décès, 1 709, pourrait également être plus élevé, et une étude menée à Genève estimerait la mortalité à 0,64 %, soit dans la norme du consensus scientifique international qui la place entre 0,5 % et 1 %.
À Genève, les Hôpitaux Universitaires (HUG) débutent en avril 2020 une étude de séroprévalence afin d'obtenir des statistiques plus complètes sur le taux d'infection au sein de la population. Selon ses auteurs, il s'agit de la première étude de séroprévalence répétée du virus dans le monde, avec des tests sérologiques chaque semaine pendant au moins huit semaines. Des résultats préliminaires indiquent qu'à la troisième semaine de l'étude (20-24 avril), 6,1 % à 13,1 % (intervalle de confiance/IC de 95 %) de la population genevoise avait développé des anticorps et donc été infectée par le virus, avec une estimation moyenne à 9,7 %, soit une personne sur dix. Le nombre de cas d'infection réelle au SARS-COV-2 serait donc environ dix fois supérieur au nombre de cas confirmés. L'étude relève très peu de différence entre le taux d'infection des femmes et des hommes. Les enfants de 5 à 19 ans sont légèrement moins souvent infectés (6,0 %, IC de 95 % de 2,3 à 10,2 %) que les adultes de 20 à 49 ans (8,5 %, IC de 95 % de 4,9 à 11,7 %), et les adultes de plus de 50 ans sont le groupe le moins infecté (3,7 %, IC de 95 % de 0,9 à 6,0 %),,.

## Statistiques
L'Organisation mondiale de la santé (OMS) recueille des données dans le monde entier. Les diagrammes suivants sont basés sur ces chiffres publiés par l'OMS. Se basant sur la base des données des autorités locales, ces chiffres sont mis à jour avec un retard d'environ un jour.
Pour les données concernant la Suisse, l'OMS se base sur les chiffres publiés par l'Office fédéral de la santé publique (OFSP). L'OFSP n'était cependant pas préparé à cette tâche, il utilise notamment encore des fax. Débordé, il ne peut pas fournir des nombres précis au jour le jour. Selon le magazine en ligne Republik, les premières statistiques ont même été compilées à partir de sources de presse et Wikipédia, l'OFSP allant jusqu'à peser les formulaires reçus pour en estimer le nombre.
À la mi-mars, l'informaticien et chercheur en biochimie Daniel Probst crée le site Corona-data.ch répertoriant en détail les cas de Covid-19 en Suisse, sur la base des chiffres des cantons, ce qui mène à des statistiques différentes de l'OFSP, donnant généralement un nombre de cas et de décès plus élevés que cette dernière. Le site rencontre un certain succès et crée une controverse en raison de ses statistiques divergentes de celles des autorités fédérales,. Au début du mois de mai, le site est l'un des 250 les plus activement visités de Suisse, selon le service Alexa d'Amazon. En comparaison, le site de visualisation de données sur l'épidémie de l'OFSP est moins visité à la même période, rentrant dans les 1 500 sites les plus activement visités en Suisse. Parallèlement à Daniel Probst, l'unité « données ouvertes » du canton de Zurich crée également un recueil de données sur la plateforme collaborative Github, où elle ajoute les statistiques répertoriées sur les sites des cantons. Divers médias, dont la Radio Télévision Suisse (RTS), Le Temps, Heidi.news et Swissinfo, décident ensuite d'utiliser ces statistiques jugées plus à jour.

## Mesures thérapeutiques

### Vaccination

#### Avancement de la vaccination en Suisse
Au 1er août 2021, 4 169 228 personnes sont entièrement vaccinées, soit environ 48 % de la population. Les groupes à risques représentent 2 418 139 personnes, soit 58,1 %. Les groupes à risques comprennent les personnes qui présentent un risque élevé de développer une forme grave de la maladie (personnes âgées, malades chroniques), de s’infecter ou de transmettre le virus (personnel de santé au contact des patients / personnel d’encadrement de personnes vulnérables / contact étroit de personnes vulnérables). Les autres, non à risque, représentent 1 751 089 personnes, soit 42 %.
| Tranche d'âge | Nombre  | Pourcentage |
| ------------- | ------- | ----------- |
| Plus de 80    | 367 741 | 80,79       |
| 70-79         | 599 727 | 82,73       |
| 60-69         | 689 479 | 72,37       |
| 50-59         | 791 496 | 60,94       |
| 40-49         | 642 525 | 53,37       |
| 30-39         | 553 952 | 44,89       |
| 20-29         | 411 352 | 39,18       |
| 10-19         | 112 828 | 13,30       |
| 0-9           | 128     | 0,01        |

#### Avancement de la vaccination par canton
| #                                                                        | Canton                       | % Vaccins administrés avec au moins une dose | Personnes ayant reçu au moins une dose | % Pourcentage Entièrement vaccinées | Nombre de personnes Entièrement vaccinées |
| ------------------------------------------------------------------------ | ---------------------------- | -------------------------------------------- | -------------------------------------- | ----------------------------------- | ----------------------------------------- |
| 1                                                                        | Appenzell Rhodes-Extérieures | 44.24 %                                      | 24 531                                 | 36,21 %                             | 20 079                                    |
| 2                                                                        | Appenzell Rhodes-Intérieures | 41.31 %                                      | 6 662                                  | 36,52 %                             | 5 890                                     |
| 3                                                                        | Argovie                      | 47.68 %                                      | 327 023                                | 36,99 %                             | 253 701                                   |
| 4                                                                        | Berne                        | 51.00 %                                      | 529 770                                | 39,92 %                             | 414 925                                   |
| 5                                                                        | Bâle-Campagne                | 51.90 %                                      | 150 248                                | 40,17 %                             | 116 277                                   |
| 6                                                                        | Bâle-Ville                   | 54.59 %                                      | 106 914                                | 44,60 %                             | 87 346                                    |
| 7                                                                        | Fribourg                     | 45.35 %                                      | 145 923                                | 29,57 %                             | 95 152                                    |
| 8                                                                        | Genève                       | 54.35 %                                      | 280 636                                | 41,92 %                             | 211 354                                   |
| 9                                                                        | Glaris                       | 43.48 %                                      | 17 648                                 | 34,50 %                             | 14 002                                    |
| 10                                                                       | Grisons                      | 47.28 %                                      | 17 648                                 | 36,16 %                             | 71 958                                    |
| 11                                                                       | Jura                         | 45.38 %                                      | 33 390                                 | 36,57 %                             | 26 913                                    |
| 12                                                                       | Lucerne                      | 46.87 %                                      | 193 647                                | 38,08 %                             | 157 318                                   |
| 13                                                                       | Neuchâtel                    | 50.04 %                                      | 88 311                                 | 34,49 %                             | 60 873                                    |
| 14                                                                       | Nidwald                      | 44.94 %                                      | 19 363                                 | 37,46 %                             | 16 140                                    |
| 15                                                                       | Obwald                       | 39.67 %                                      | 15 045                                 | 36,26 %                             | 13 755                                    |
| 16                                                                       | Saint-Gall                   | 45.81 %                                      | 233 960                                | 35,04 %                             | 178 973                                   |
| 17                                                                       | Soleure                      | 51.16 %                                      | 140 813                                | 35,40 %                             | 109 974                                   |
| 18                                                                       | Schaffhouse                  | 52.85 %                                      | 43 518                                 | 37,41 %                             | 32 294                                    |
| 19                                                                       | Schwytz                      | 43.61 %                                      | 69 983                                 | 35,40 %                             | 56 806                                    |
| 20                                                                       | Tessin                       | 52.90 %                                      | 185 935                                | 39,22 %                             | 145 850                                   |
| 21                                                                       | Thurgovie                    | 45.24 %                                      | 126 460                                | 41,49 %                             | 103 571                                   |
| 22                                                                       | Uri                          | 45.98 %                                      | 16 877                                 | 37,05 %                             | 14 434                                    |
| 23                                                                       | Valais                       | 44.34 %                                      | 153 190                                | 39,33 %                             | 121 442                                   |
| 24                                                                       | Vaud                         | 51.41 %                                      | 413 873                                | 35,15 %                             | 296 194                                   |
| 25                                                                       | Zoug                         | 51.57 %                                      | 65 820                                 | 36,79 %                             | 49 742                                    |
| 26                                                                       | Zurich                       | 53.84 %                                      | 828 805                                | 38,97 %                             | 590 000                                   |
| -                                                                        | Total                        | 50.63 %                                      | 4 469 994                              | 37,86 %                             | 3 257 963                                 |
| OFSP www.covid19.admin.ch links web de centres de vaccination par canton |                              |                                              |                                        |                                     |                                           |

#### Législation en Suisse sur la vaccination obligatoire
Les articles 20 à 24 de la Loi sur les épidémies traitent de la vaccination. L'article 22 peut contraindre la vaccination obligatoire dans des situations particulières en ces termes : « Les cantons suisses peuvent déclarer obligatoires des vaccinations pour les groupes à risques, pour les personnes particulièrement exposées et pour les personnes exerçant certaines activités, pour autant qu’un danger sérieux soit établi ». Pour les autres personnes, l'article 21 permet de prendre des mesures pour encourager à la vaccinations. Au mois de janvier 2022, une année après le début de la campagne de vaccination, les autorités politiques n'ont pas contraint la vaccination pour les groupes à risques. Le Conseil fédéral a pris d'autres mesures en 2021, comme le certificat COVID, inscrit dans l'Ordonnance
sur les mesures destinées à lutter contre l’épidémie de COVID-19 en situation particulière. Le 13 septembre 2021, ce certificat COVID, qui peut être obtenu, soit en étant vacciné, soit en présentant un test négatif, est rendu obligatoire à l’entrée des restaurants, des lieux culturels et de loisirs et des manifestations à l’intérieur. Le 17 décembre 2021, le Conseil fédéral prend des nouvelles mesures en raison de la péjoration de la situation à compter du 20 décembre, où seules les personnes vaccinées ou guéries ont désormais accès à l’intérieur des restaurants, des établissements culturels et des installations de sport et de loisirs ainsi qu’aux événements en intérieur (règle dite des « 2G »).

#### Effets secondaires de la vaccination
Swissmedic répertorie et publie les effets indésirables apparus à la suite de vaccinations contre le Covid-19. Entre le 01.01.2021 et le 12.01.2022, 11467 déclarations d'effets avec un lien temporel après une vaccination ont été évaluées, dont 7190 peu graves et 4276 estimés graves. 192 personnes sont décédées, leur moyenne d'âge était de 79.6 ans. Malgré une concordance temporelle, il n'est pas certain que le vaccin soit l'origine du décès. Parmi les effets graves, des myocardites et des péricardites sont apparues environ 14 jours après la vaccination, en particulier chez des hommes jeunes après la deuxième dose; la plupart sont rétablis.

## Nouveaux cas Covid-19 par jour en Suisse
L'évolution de la pandémie depuis le premier trimestre 2020 est représentée dans les différents graphiques qui suivent :

### 1ertrimestre2021
Pour des raisons techniques, il est temporairement impossible d'afficher le graphique qui aurait dû être présenté ici.

### 4etrimestre2020
Pour des raisons techniques, il est temporairement impossible d'afficher le graphique qui aurait dû être présenté ici.

Pour des raisons techniques, il est temporairement impossible d'afficher le graphique qui aurait dû être présenté ici.

### 3etrimestre2020
Pour des raisons techniques, il est temporairement impossible d'afficher le graphique qui aurait dû être présenté ici.

### 2etrimestre2020
Pour des raisons techniques, il est temporairement impossible d'afficher le graphique qui aurait dû être présenté ici.

### 1ertrimestre2020
Pour des raisons techniques, il est temporairement impossible d'afficher le graphique qui aurait dû être présenté ici.

## Mesures de lutte contre l'épidémie

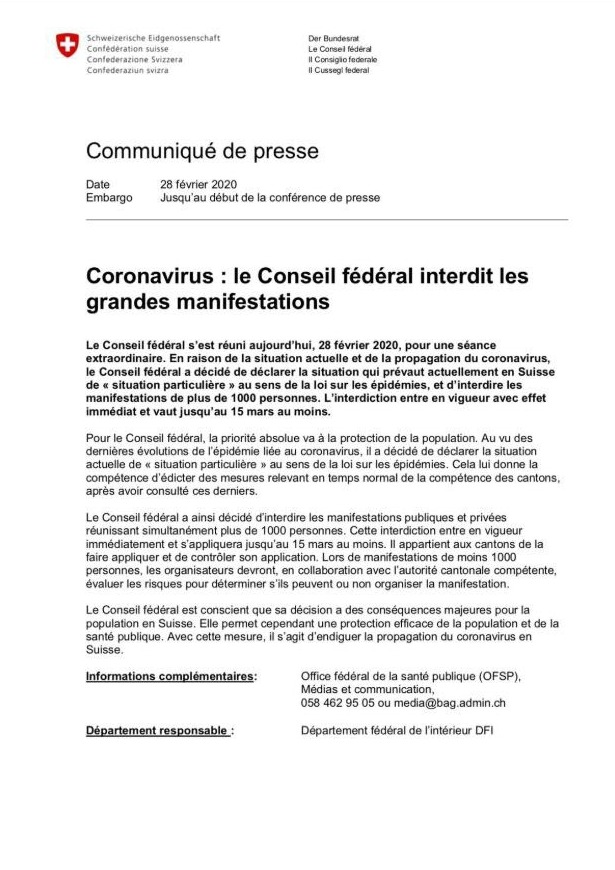
Communiqué du Conseil fédéral interdisant les grandes manifestations (28 février 2020).

### Contexte - La loi sur les épidémies
Le champ d'action du Conseil fédéral en matière de lutte contre une épidémie d'une maladie transmissible est défini par la loi fédérale sur la lutte contre les maladies transmissibles de l'homme, connue sous le nom de loi sur les épidémies (LEp). La révision actuelle de cette loi, adoptée par référendum facultatif le 22 septembre 2013, a été motivée par les précédentes épidémies de maladie à coronavirus de 2002-2004 (SRAS) et de Grippe A (H1N1) de 2009. Elle confie l'essentiel de la prise de décision dans ce domaine aux autorités fédérales, c'est-à-dire avant tout le Conseil fédéral et l'OFSP, généralement après consultation des autorités cantonales.

### Confédération
Le 24 février, le conseiller fédéral Alain Berset, chargé du Département fédéral de l'intérieur indique lors de sa première conférence de presse concernant cette épidémie que 300 cas suspects ont été analysés au total, qu'un certain nombre de personnes sont placées en quarantaine et qu'aucun cas n'a été avéré à ce stade. Le lendemain, la Confédération prévoit de mettre sur place des tests dans le canton du Tessin (frontalier de l'Italie, particulièrement touchée par l'épidémie) et Pascal Strupler, directeur de l'OFSP, précise que des experts du Centre national de référence pour les infections virales émergentes (CRIVE) (Laboratoire de virologie des Hôpitaux universitaires de Genève), se rendront au Tessin.
Le 28 février, le Conseil fédéral fait recours à la Loi sur les épidémies (Lep) et déclare l'état de « situation particulière » (article 6). Il prend à partir de cette date des mesures spéciales dans deux ordonnances successives :
- Ordonnance sur les mesures destinées à lutter contre le coronavirus (Covid-19) du 28 février 2020[119] ;
- Ordonnance 2 sur les mesures destinées à lutter contre le coronavirus (Covid-19) du 13 mars 2020[42], qui abroge la première.

Le 16 mars 2020, le Conseil fédéral déclare l'état de « situation extraordinaire » (article 7 de la loi sur les épidémies) et met à jour son ordonnance avec de nouvelles mesures, dont la fermeture des commerces non essentiels (y compris restaurants et établissements de loisirs) et le déploiement renforcé de l'armée. L'ordonnance 2 est ainsi modifiée les 16, 17, 19, 21, 25, 26 et 28 mars ainsi que le 2 avril 2020.

#### Politique de tests, d'isolement et de quarantaine
Le 29 février, Daniel Koch affirme qu'il y a assez de tests pour le moment.
Le 9 mars, face à une importante progression de l'épidémie (160 nouveaux cas et un décès enregistré en une journée), l'OFSP change ses règles de tests, d'isolement et de quarantaine pour éviter la paralysie du pays. Seules les personnes ne présentant que des symptômes importants, particulièrement vulnérables ou devant être hospitalisées, ainsi que le personnel des établissements médicaux, sont contrôlés. En cas de test positif, leur médecin traitant les met en isolement pendant au moins dix jours. Les contacts proches des personnes infectées sont mis en quarantaine pendant au moins cinq jours et non plus 14.
En octobre 2020, la Neue Zürcher Zeitung écrit que la capacité de test a été relativement peu étendue après la première vague de contagions, en particulier au vu de la richesse du pays. Les arguments principaux contre le développement d'une plus grande capacité de test auraient été son coût immédiat.

#### Recherche des contacts
La recherche des contacts des personnes infectées est une des tâches des médecins cantonaux, qui la pratiquent de manière habituelle dans la lutte contre les maladies infectieuses comme la rougeole. Les recommandations générales sont données par l'OFSP.
À la mi-octobre, alors que le nombre de cas est à nouveau en très forte augmentation, les centres de traçages cantonaux ont des difficultés à faire leur travail, avec une qualité et une quantité d'enquêtes d'entourage diminuée. Pour faire face à la situation, plusieurs cantons engagent et forment du personnel, Genève doublant ses capacités, Neuchâtel engageant des civilistes, et le Jura étudiant la possibilité de recourir à des prestataires privés pour le suivi des quarantaines et des isolements.
Pour assurer le traçage face à la très forte augmentation des cas lors de la seconde vague d'infections à l'automne 2020, il est envisagé d'engager des personnes actives en service civil, celles-ci étant mobilisables plusieurs mois, ce qui n'est pas le cas de tous les militaires, notamment.

##### Application fédérale de suivi de proximité
En Suisse, des chercheurs des écoles polytechniques fédérales de Lausanne (EPFL) et Zurich (EPFZ) travaillent depuis mars en collaboration internationale sur un protocole de suivi des contacts par traçage numérique (aussi dit « traçage des contacts »). La démarche vise à accélérer et compléter la recherche des contacts des personnes testées positives, basée sur une recherche prospective, c'est-à-dire des contacts que la personne aurait pu infecter. L'objectif est de créer un système qui préserve au maximum la vie privée, et l'effort mène au Decentralized Privacy-Preserving Proximity Tracing (DP-3T), un protocole de traçage de proximité utilisant le Bluetooth et basé sur une approche décentralisée. L'entreprise de développement Ubique, qui a déjà réalisé des applications officielles suisses comme AlertSwiss et les applications officielles des CFF et de Météosuisse, développe fin mars un prototype inspiré par certaines de ces idées, avant de s'associer au projet,.
Un intérêt de la Confédération pour une potentielle application mobile officielle de suivi des contacts est rapporté au début du mois d'avril. Le 23 avril, l’EPFL et l’EPFZ annoncent que la Confédération soutient leur projet. Le 5 mai, le parlement fédéral décide que la mise à disposition de l'application officielle de suivi des contacts SwissCovid par la Confédération devra faire l'objet d'une loi spécifique et non d'une simple ordonnance du Conseil fédéral. Cette décision repousse sa publication officielle au moins jusqu'à la session parlementaire de juin. Le 25 mai, l'administration fédérale annonce le lancement de la phase de test de l'application officielle de suivi de contacts SwissCovid, et publie son code source le 28 mai pour faciliter la détection d'éventuelles failles de sécurité ou problèmes de fonctionnement. La Confédération et les développeurs de l'application affirment être les premiers à lancer une application à grande échelle basée sur le système de suivi Exposure notification de Google et Apple, qui est lui-même fortement inspiré du projet DP-3T.
6 semaines après sa sortie, l'application avait été téléchargée par 2,1 millions d'habitants, soit 25 % de la population. Début août, elle avait transmis plus de 300 avertissements.

##### Applications de listes de passage
Diverses applications sont développées pour dresser des listes de passage dans des lieux publics comme des restaurants, des bars et des boîtes de nuit, à l'aide notamment de codes QR. Elles aident à remonter à la source des infections (traçage rétrospectif) et à retrouver les personnes exposées à d'éventuels foyers de contagion et les mettre en quarantaine, voire les tester. Ces applications sont parfois développées en partenariat avec les médecins cantonaux.

#### Limitation des rassemblements
Le 28 février, la Suisse étant passée à 15 cas en seulement trois jours, le Conseil fédéral interdit les manifestations de plus de 1 000 personnes jusqu'au 15 mars,. Le carnaval de Bâle, le Salon international de l'automobile de Genève 2020 et le salon horloger Baselworld à Bâle sont notamment annulés. Pour les manifestations de moins de 1 000 personnes, les risques doivent être évalués par les organisateurs en collaboration avec l’autorité cantonale compétente. C'est cette dernière qui décide si la manifestation peut avoir lieu ou non.
Le 4 mars, le conseiller fédéral Alain Berset convoque à Berne les membres du Comité directeur de la Conférence des directrices et directeurs cantonaux de la santé (CDS) afin de convenir des critères d’application concernant l’interdiction de manifestations du 28 février 2020. Ils prévoient notamment que les organisatrices et organisateurs sont dispensés de requérir l’accord des autorités cantonales concernant le coronavirus pour les manifestations de moins de 150 participants, mais déconseillent la participation aux personnes à risque, soit aux personnes de 65 ans ou plus et aux personnes atteintes de maladies chroniques.
Le 13 mars, le Conseil fédéral interdit les manifestations de plus de 100 personnes jusqu’au 30 avril. Le 20, il interdit tous rassemblement de plus de cinq personnes, mais refuse de prononcer un confinement total comme dans les pays voisins.

#### Recommandations d'hygiène
Fin février 2020, l'OFSP lance sa campagne de communication, se focalisant essentiellement sur deux gestes : le maintien d'une distance physique avec les autres personnes et une bonne hygiène des mains. Le port du masque est recommandé uniquement aux personnes ayant des symptômes apparentés à la Covid-19. En juin 2020, la Task force scientifique publie un rapport affirmant qu'il faut prendre des mesures contre le risque de transmission par aérosols, et en juillet, l'OMS reconnaît officiellement que la transmission par aérosols existe. En juillet, Stefan Kuster, chef de la division Maladies transmissibles de l'OFSP, affirme que ce risque « est sur les radars » mais que « les aérosols ne sont pas un grand vecteur de la pandémie, sinon il y aurait beaucoup plus d'infections dans les boîtes de nuit ». Mi-octobre 2020, lors de la deuxième grande vague de l'épidémie dans le pays, et du renouvellement de la campagne de prévention de l'OFSP, celle-ci est critiquée par les scientifiques suisses pour son absence de mesure de prévention contre la transmission par les aérosols à plus de 1,5 m. L'OFSP ne change pas sa stratégie et Stefan Kuster affirme que si « les aérosols jouent probablement un rôle dans la transmission, [...] l’OFSP ne considère pas que cela soit assez significatif pour s’y intéresser ». Néanmoins, l'OFSP commande un nouveau rapport à la Task force scientifique, après notamment une affirmation de son chef selon laquelle il y aurait de nouvelles données sur le sujet.

#### Frontières
Le 11 mars, neuf postes-frontières avec l'Italie sont fermés pour canaliser le trafic frontalier et faciliter le contrôle vers les principaux passages frontières.
Le 13 mars, le gouvernement réintroduit, au cas par cas, des contrôles Schengen à toutes ses frontières. L'entrée en Suisse depuis l'Italie n'est autorisée qu’aux citoyens suisses, aux personnes ayant un permis de séjour, aux personnes voyageant en Suisse pour des raisons professionnelles, ainsi qu'à celles ayant des raisons impérieuses à entrer en Suisse depuis l'Italie. Le transit et le transport de marchandises restent autorisés. Cette restriction d’entrée est conforme à celle mise en place par le gouvernement italien. Outre protéger la population suisse et préserver les capacités du système de santé du pays, cette mesure permet aussi de renforcer l’efficacité de la réglementation italienne visant à freiner la propagation du virus.

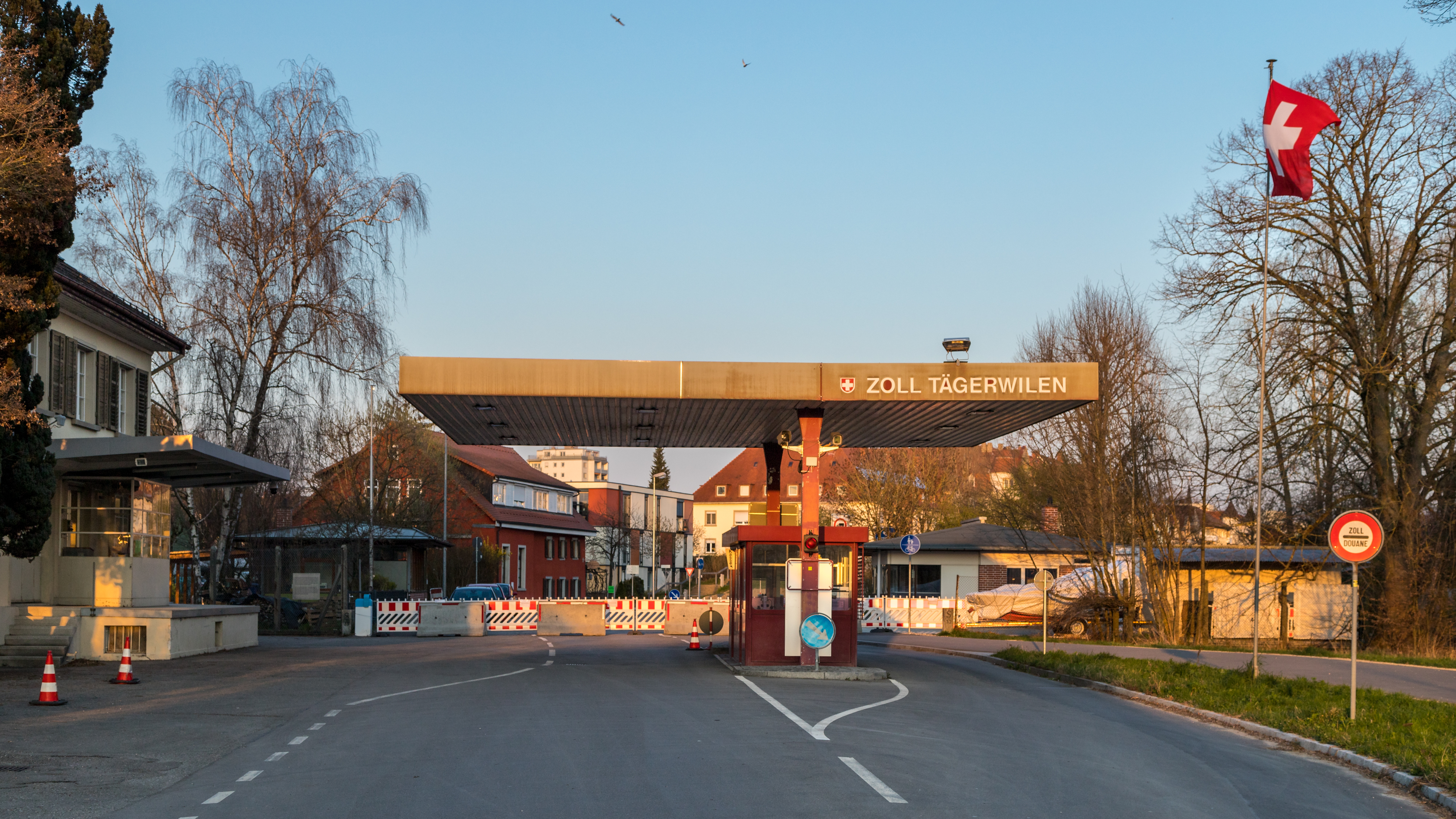
Douane entre Tägerwilen et Constance (Allemagne) fermée (25 mars 2020).

Le 16 mars, dans le cadre de la « situation extraordinaire », le Conseil fédéral décide d'établir dès minuit, des contrôles aux frontières italiennes, allemandes, françaises et autrichiennes et d'interdire partiellement l'entrée sur le sol suisse. Depuis ces quatre pays, l'entrée sur le territoire n'est plus possible que pour les citoyens suisses, les personnes ayant un permis de séjour ainsi que pour les personnes qui doivent voyager en Suisse pour des raisons professionnelles. Le transit et le transport de marchandises restent autorisés. Enfin, les personnes ayant des raisons impérieuses seront elles aussi autorisées à entrer en Suisse. Cette mesure vise à protéger la population suisse et à préserver les capacités du système suisse de santé. Dans cette optique, les douanes secondaires (environ 130) sont totalement ou partiellement fermées à toutes les frontières, de manière à canaliser le trafic sur les douanes principales. Une liste de celles-ci est publiée par l'Administration fédérale des douanes.
Au 19 mars, quelque 11 000 personnes ont été refoulées sur les frontières en raison des nouvelles restrictions. Le trafic de personnes aux frontières a reculé de 68 % en un mois. Les dispositifs de sécurité aux frontières seront rehaussés en raison de tentative de franchissement et de dégradations de barrages. L'armée est présente en renfort. Des lignes dédiées, ou des douanes secondaires, ont été mises en place pour les frontaliers qui travaillent dans le domaine de la santé. Un système similaire sera mis en place pour le trafic de marchandises.

#### Établissements éducatifs

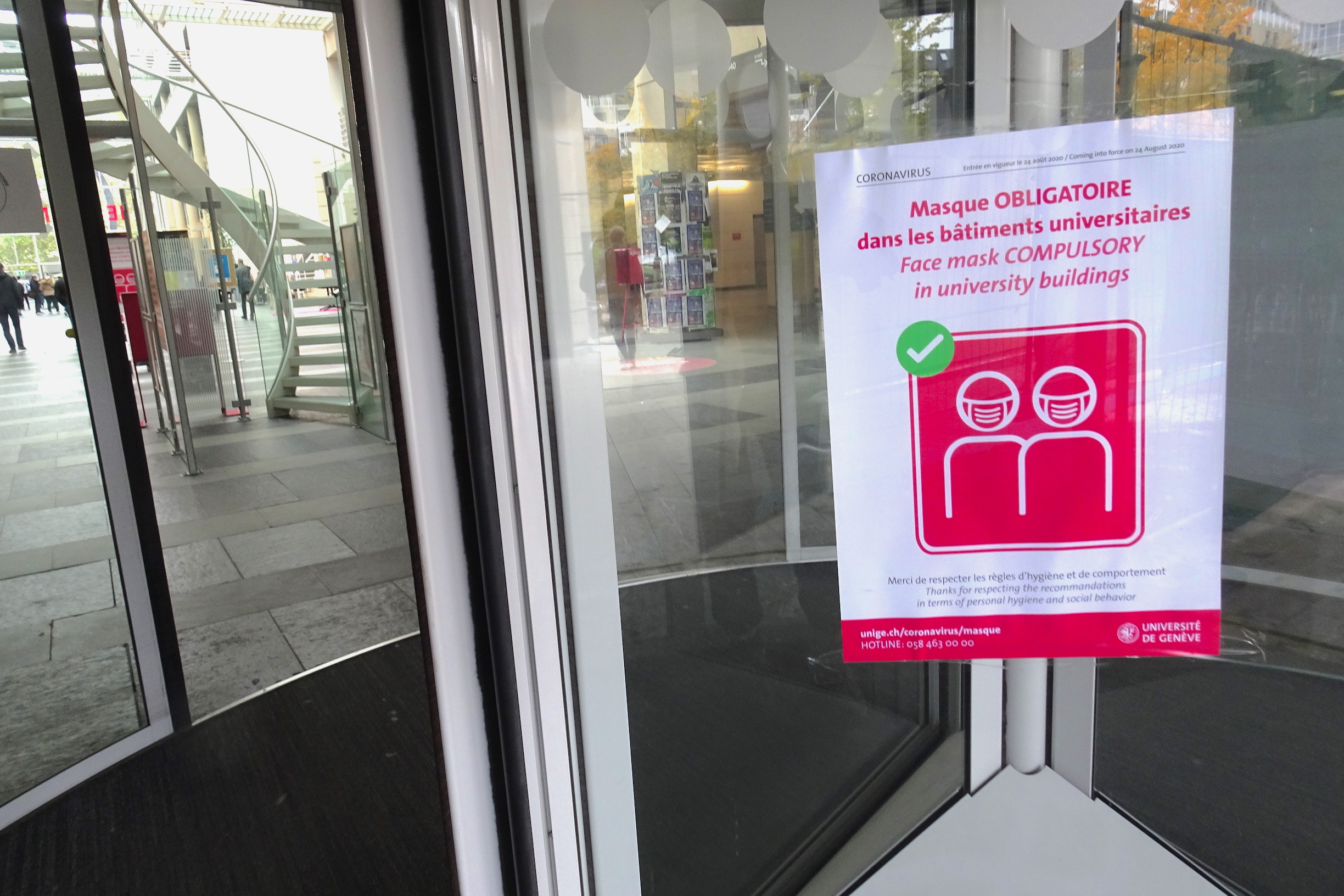
Masque obligatoire, université à Genève, octobre 2020.

Le vendredi 13 mars 2020, en conférence de presse à 15 h 30, les conseillers fédéraux Alain Berset, Karin Keller-Sutter, Guy Parmelin et Simonetta Sommaruga annoncent la fermeture officielle de tous les établissements éducatifs (écoles obligatoires et post-obligatoires, universités) dès le 16 mars 2020 jusqu'au 4 avril 2020, et ce si la situation ne s'aggrave pas d'ici cette date. Certains cantons (notamment Vaud, Neuchâtel, Fribourg et Valais) décident d'étendre la fermeture des établissements jusqu'au 30 avril 2020. Ce prolongement de fermeture des écoles coïncide néanmoins avec les vacances scolaires de Pâques qui ont eu lieu à la mi-avril cette année-là, et variant d'une à deux semaines de vacances suivant les cantons.
Les établissements éducatifs obligatoires, en majorité, finissent par rouvrir leurs portes à la mi-mai. Les établissements post-obligatoires (lycées, écoles techniques, universités...) rouvrent, pour la grande majorité, au début juin.[réf. souhaitée]
Lors de la rentrée 2020-2021, il est alors question du port du masque et de mesures de sécurité pour lutter contre la pandémie. Comme le virus commence à reprendre du terrain en Suisse, certains cantons (notamment Neuchâtel, Genève, Vaud, Valais, Jura et Fribourg) mettent en place des mesures dans les établissements scolaires.[réf. souhaitée]
Dans les établissements post-obligatoires (étudiants de plus de 15 ans), le port du masque est obligatoire en cours, quand la distance de sécurité ne peut être respectée. Désinfection des tables, du matériel scolaire et des mains se fait à chaque entrées/sorties/changement de classes au sein des établissements.[réf. souhaitée]
Dans les établissements d'écoles obligatoires (enfants de 14 ans et moins), le port du masque n'est pas de vigueur. Les distanciation sociales sont respectées au maximum. Les mesures sont plus légères du fait que les autorités et les cantons partent du principe que les enfants en bas âge sont moins susceptibles de transmettre la Covid-19.[réf. souhaitée]

#### Situation extraordinaire
Le 16 mars, le Conseil fédéral qualifie la situation en Suisse de « situation extraordinaire » au sens de la loi sur les épidémies, ce qui lui octroie le droit de prendre des mesures immédiates et temporaires concernant tout le pays. Il déclare que tous les magasins, marchés, restaurants, bars, établissements de divertissements et de loisirs tels que les musées, les bibliothèques, les cinémas, les salles de concert, les théâtres, les centres sportifs, les piscines et les domaines skiables sont fermés pour une durée d'un mois. Doivent également fermer leurs portes les établissements dont les prestations impliquent un contact rapproché avec les clients, comme les salons de coiffure et autres centres esthétiques, ainsi que les écoles jusqu’au 19 avril 2020. Ceux qui peuvent rester ouverts sont les magasins d'alimentation, les cantines d'entreprises, les services de petite restauration à l'emporter et de livraison de repas ainsi que les pharmacies, de même que les stations-service, les gares, les banques, les offices de poste, les hôtels, les administrations publiques et les services du domaine social. Les ateliers de réparation de moyens de transport ne doivent pas non plus fermer leurs portes. Le Conseil fédéral précise que l'approvisionnement de l'ensemble de la population en denrées alimentaires, en médicaments et en biens de consommation courante est assuré, les stocks étant suffisants.
Un sondage effectué pour la SSR et publié le 24 mars 2020 révèle que les mesures sont bien acceptées par la majorité des sondés.
Le 25 mars, l'OFSP annonce qu'il collectera des données issues de l'opérateur Swisscom de façon rétroactive et anonyme, afin de déterminer les rassemblements sur les lieux publics sur la base des téléphones mobiles.

#### Engagement de l'armée
Le 25 février, le Médecin en chef de l'armée émet un communiqué d'information et de conseils au personnel du Département fédéral de la défense, de la protection de la population et des sports (DDPS) concernant la Covid-19. Le 28 février, l'armée publie un communiqué annonçant qu'elle est prête à apporter un appui aux autorités civiles en fournissant des prestations logistiques et sanitaires (contrôles dans les aéroports, transports, tâches de désinfection et soins médicaux). Des mesures internes ont été prises afin de réduire le plus possible tout risque d’exposition des militaires au virus. Le personnel médical militaire est notamment soumis à des restrictions de sortie dans toutes les places d’armes de Suisse, comme c'était déjà le cas sur celles du Tessin.

##### En situation particulière
Le 3 mars, un militaire entré au service à Wangen an der Aare pour un cours de répétition avec le bataillon 3 de la police militaire a été contaminé au Covid-19. Après avoir annoncé s'être rendu peu auparavant à Milan lors du contrôle sanitaire d’entrée, il a été testé positif par le Laboratoire ABC de Spiez. Il a été isolé à l’infirmerie de la place d’armes et ses camarades de chambre mis en quarantaine. Les restrictions de sortie ont été étendues à tous les militaires en service. Par ailleurs, plusieurs événements ont été annulés, tout comme les journées portes ouvertes organisées dans les écoles de recrues. Le 4 mars, afin de réduire la probabilité d’une contagion, le commandement émet une interdiction de congé de fin de semaine pour certaines unités, principalement des militaires en service long des domaines sanitaire et logistique, et des laborantins en biologie du laboratoire de défense NBC.
Le 6 mars, le Conseil fédéral décide de mettre à disposition des cantons le service d'appui de l'armée, notamment pour épauler les services hospitaliers civils. Jusqu'à 800 militaires pourront épauler les hôpitaux civils et le système de santé éventuellement surchargé. Deux ambulances sont immédiatement allouées au canton du Tessin. À partir du vendredi 13 mars, l'armée apporte une aide en personnel et en matériel aux hôpitaux San Giovanni à Bellinzone (17 militaires du service sanitaire, quatre systèmes d’aide respiratoire et de surveillance, brancards, tentes universelles et conteneurs de traitement) et Civico à Lugano (six militaires, tente universelle).
Le 14 mars, le commandant de corps Thomas Süssli annonce l'engagement dans les cantons, dès le 16 mars, du bataillon d'hôpital 5 de l'Armée suisse, qui a notamment comme tâche « le soutien des hôpitaux civils en personnel et en matériel en cas de situations extraordinaires », pour faire face au coronavirus. Le même jour, l'armée indique stopper le recrutement dès le 16 mars dans les six centres de recrutement de Suisse.

##### En situation extraordinaire

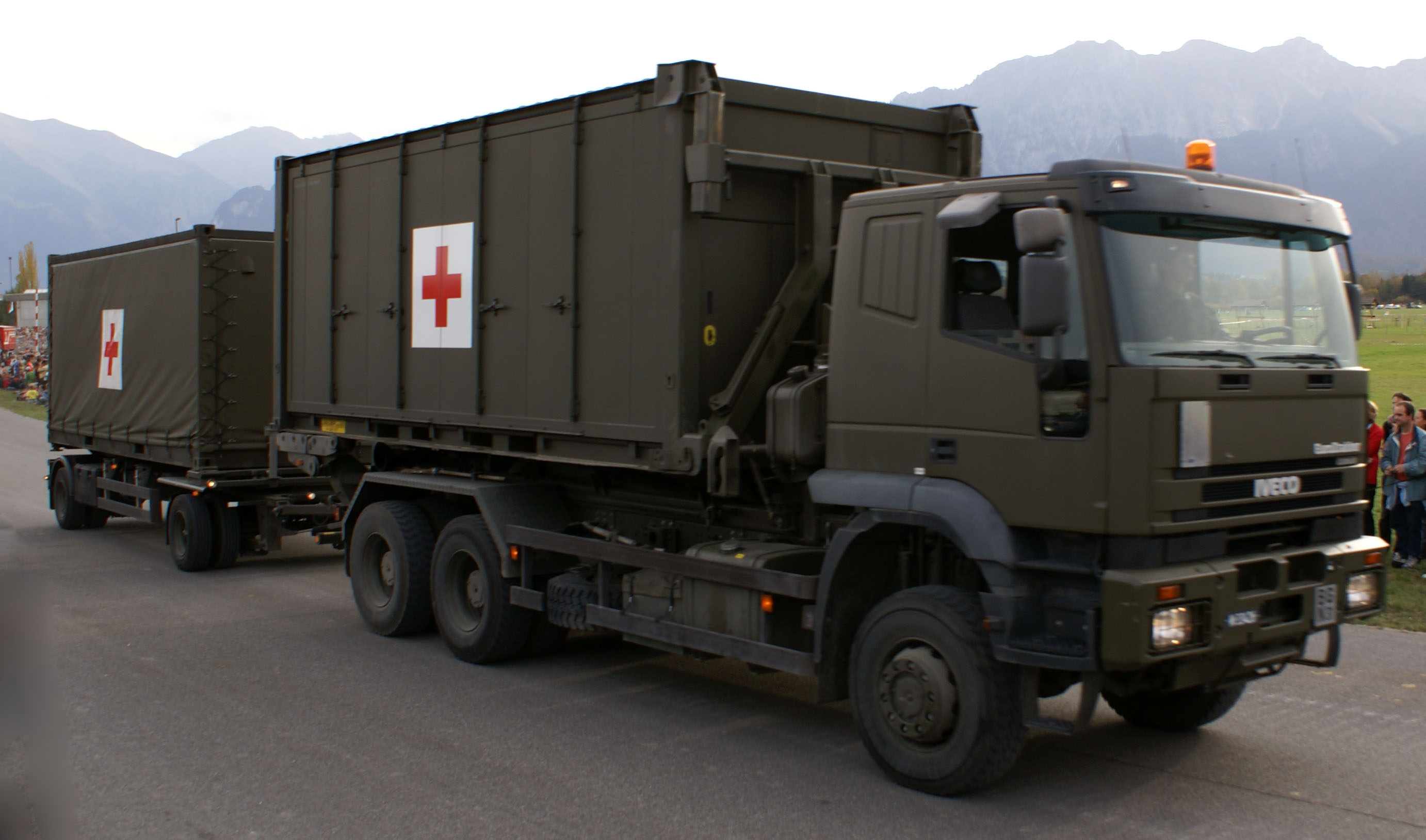
Un poste sanitaire de secours en conteneur de l'armée (2006).

Le 16 mars, le Conseil fédéral qualifie la situation en Suisse de « situation extraordinaire » au sens de la loi sur les épidémies, et approuve le recours à l'armée. Le service d'appui pourra compter jusqu’à 8 000 militaires afin d’appuyer les cantons au niveau des hôpitaux, de la logistique et de la sécurité, et ce, jusqu'à fin juin 2020. Ce sont les autorités civiles qui assument la responsabilité des affectations et donnent mandat en concertation avec le DDPS. L'armée appuie le personnel hospitalier dans les domaines des soins, de la surveillance des patients, des transports sanitaires et de la logistique hospitalière (désinfection des lits, cuisine, buanderie, nettoyage). Pour assurer ces tâches, 3 000 militaires disponibles vont immédiatement être mis à disposition, notamment issus des bataillons d'hôpital 2, 5 (déjà partiellement engagé), 66 et 75, dépendant de la brigade logistique 1 et de cinq compagnies de sanitaire. L'évolution de la situation et les demandes des autorités compétentes détermineront l'ampleur du recours à l'armée. À cette date, 50 militaires sont déjà engagés au Tessin pour ces tâches.
L'armée peut également fournir un appui dans le domaine de la logistique (notamment transport des vivres si les canaux civils venaient à faire défaut) et dans le génie, pour monter des infrastructures improvisées, comme des tentes médicales. Les forces armées peuvent également apporter un soutien renforcé au niveau de la protection des ambassades, afin de décharger les corps de police cantonaux, mais aussi aux frontières et aux aéroports pour soutenir le corps des gardes-frontière.
Lors du point presse de la Confédération du 19 mars, le brigadier Raynald Droz, Chef d’état-major du commandement des Opérations, annonce la seconde phase de la mobilisation, avec deux bataillons hôpital et deux compagnies sanitaires. En plus des troupes mobilisées, le bataillon 3 de la police militaire, entré au service pour un cours de répétition le 3 mars, voit son service prolongé de deux semaines. À ce jour,[Quand ?] l'armée a reçu 63 demandes d'aide de douze cantons, 28 ont été satisfaites et six sont achevées. Environ 700 militaires seront engagés pour répondre à toutes ces demandes. Les mesures pour assurer la santé des soldats mobilisés ont été intensifiées : les logements dans des infrastructures souterraines sont interdits pour privilégier des bâtiments tels que halls et salles de sport, le nombre de personnes dans les cantines est réduit, chaque soldat est équipé de règles de comportement (pocket card). Le respect de ces règles et les emplacements de stationnement sont contrôlés. En outre, les jours de congés (week-end) sont supprimés pour toutes les troupes, en écoles de recrues comme en cours de répétition. Le même jour, l'armée, qui dispose de 204 (ou 100) respirateurs artificiels et appareils de contrôle, annonce la commande de 900 appareils supplémentaires qui seront en premier lieu utilisés dans les hôpitaux civils. Fabriqués en Suisse, leur livraison par tranches débute le 20 mars.

#### Engagement de la protection civile
Parallèlement à la mise sur pied de l'armée (en particulier les bataillons Hôpitaux et les compagnies sanitaires), le Conseil fédéral a décrété la mobilisation de la Protection civile (PCi) pour la première fois de son histoire – la PCi ayant été créée en 1963. Ainsi, à fin mars 2020, c'est environ 5 500 membres de la PCi qui avaient été mis sur pied, dans pratiquement l'ensemble des cantons. À la mi-avril, on comptait 7 500 astreints PCi engagés rien que dans les six cantons de Suisse romande.
Dans le canton de Genève, les diverses organisations régionales et communales ont été mobilisées par le Conseil d'État dès le 13 mars. Parmi les missions reçues, il y a l'accueil et le tri des patients à l'entrée des Hôpitaux Universitaires de Genève et de diverses cliniques et d'établissements médico-sociaux (EMS), la prévention et la surveillance dans les zones habituelles de forte affluence en fin de semaine, l'encadrement et le tri des passagers à l'Aéroport, l'encadrement d'hébergement d'urgence pour les sdf, le renfort de l'IMAD et plus généralement le soutien aux autres partenaires de la sécurité.
Dans le canton de Vaud, 350 membres sont mobilisés au 20 mars, un effectif encore jamais atteint. La PCi vaudoise déclare pouvoir mobiliser de 4 000 à 5 000 personnes sur un effectif total de 7 100 personnes. Pour cette crise, elle accomplit principalement quatre tâches : l’organisation et la planification des besoins, la logistique, l’appui aux hôpitaux (que ce soit à leurs unités de soins ou encore à d'autres services comme leurs pharmacies), et celui aux EMS et soins communautaires en général. Le commandement est assuré depuis une salle de conduite des opérations « coronavirus » située au Centre de compétence de la protection de la population (CCPP) à Gollion.
En Valais, la Protection civile a été sollicitée dès début mars, notamment par les hôpitaux de Sion, Martigny et Viège, qui ont mis en place un parcours spécial coronavirus à l'aide de conteneurs aménagés. Dès le 24 mars, la PCi livrera aux pharmacies du canton des solutions hydro-alcooliques produites par Lonza sur demande du Conseil d'État.

#### Engagement du service civil
En date du 20 mars, l'Office fédéral du service civil annonce que plus de 4 112 civilistes sont mobilisés dans diverses missions d'engagement dans des hôpitaux, des homes et autres établissements de soins pour lutter contre le coronavirus. En outre, le Département fédéral de l'économie, de la formation et de la recherche dont dépend l'Office fédéral du service civil annonce que des civilistes peuvent être engagés jusqu'à atteindre l’effectif maximal de civilistes prévu par la loi lors d'une affectation. Dans le canton de Schaffhouse, des civilistes ont renforcé l’équipe de traçage des contacts. De mai 2020 à février 2021, 31 civilistes ont effectué plus de 1 600 jours de service.

#### Swiss National Covid-19 Science Task Force (SN-STF)
Le Swiss National Covid-19 Science Task Force (SN-STF) a été mis en place par le gouvernement fédéral fin mars 2020 "pour soutenir scientifiquement les autorités politiques et les décideurs dans leur prise de décision dans le cadre du COVID-19 ". La mission du SN-STF a été réglementée plus précisément dans un mandat-cadre à partir d'août 2020. DFI et OFSP confient au SN-STF une «expertise scientifique indépendante». Vous lui accordez le droit de définir ses propres thèmes de recherche et d'en informer le public.

### Cantons
Lors de cette épidémie, les cantons suisses ont pris, en parallèle des mesures fédérales, différentes décisions à l'échelle de leur canton pour protéger la population, comme notamment la fermeture des écoles, des commerces, le nombre de personnes maximales lors de rassemblement qui pouvaient différer d'un canton à l'autre. Le 16 mars 2020, le Conseil fédéral applique dès minuit l'article 7 de la Loi fédérale sur la lutte contre les maladies transmissibles de l'homme qui précise que si une situation extraordinaire l’exige, le Conseil fédéral peut ordonner les mesures nécessaires pour tout ou partie du pays. De ce fait, l'Ordonnance 2 sur les mesures destinées à lutter contre le coronavirus (Covid-19) du 16 mars 2020 s'applique à l'ensemble du pays comme compétence concurrente : les cantons ne peuvent plus régler les domaines qui l'ont été par la Confédération. Les cantons sont classés par ordre d'apparition d'un premier cas de contamination.

#### Canton du Tessin
Le canton du Tessin comprend les hôpitaux régionaux (Ospedale Regionale) suivant : Civico à Lugano, San Giovanni à Bellinzone, Mendrisio et Locarno.
À la frontière avec l'Italie, un foyer majeur de la pandémie mondiale, le Tessin a été le premier canton touché par la Covid-19 le 25 février 2020. À ce titre, il a été meneur dans la prise de mesures à l'encontre du virus.
Le 6 mars, le canton du Tessin interdit les manifestations de plus de 150 personnes, jusqu'au moins au 15 mars.
Le 11 mars, le Tessin est le canton le plus touché, et compte 120 cas de Covid-19 sur son territoire. Le Conseil d’État annonce la fermeture de toutes les écoles non obligatoires du canton, privées et publiques, et, à compter minuit le mercredi 11 mars de tous les cinémas, théâtres, piscines, boîtes de nuit, centres de sport et autres établissements similaires. Il s'agit du premier canton en Suisse à prendre des mesures aussi drastiques.
Le 14 mars, le Conseil d’État annonce la fermeture des restaurants, cafés, bars et commerces, à l'exception des magasins d'alimentation et des pharmacies.
Le 15 mars, le Tessin annonce le transfert de tous les patients atteints à l'hôpital de Locarno, où 800 collaborateurs, dont 200 médecins, en prendront soin. L'armée aide à transférer les patients et le matériel nécessaire à Locarno. Par ailleurs, le groupe hospitalier cherche du personnel, notamment en faisant appel à plus de cent personnes à la retraite ou à l'école d'infirmières, et augmentent le nombre de lits à disposition, comme les hôpitaux de tout le pays.

#### Canton de Genève

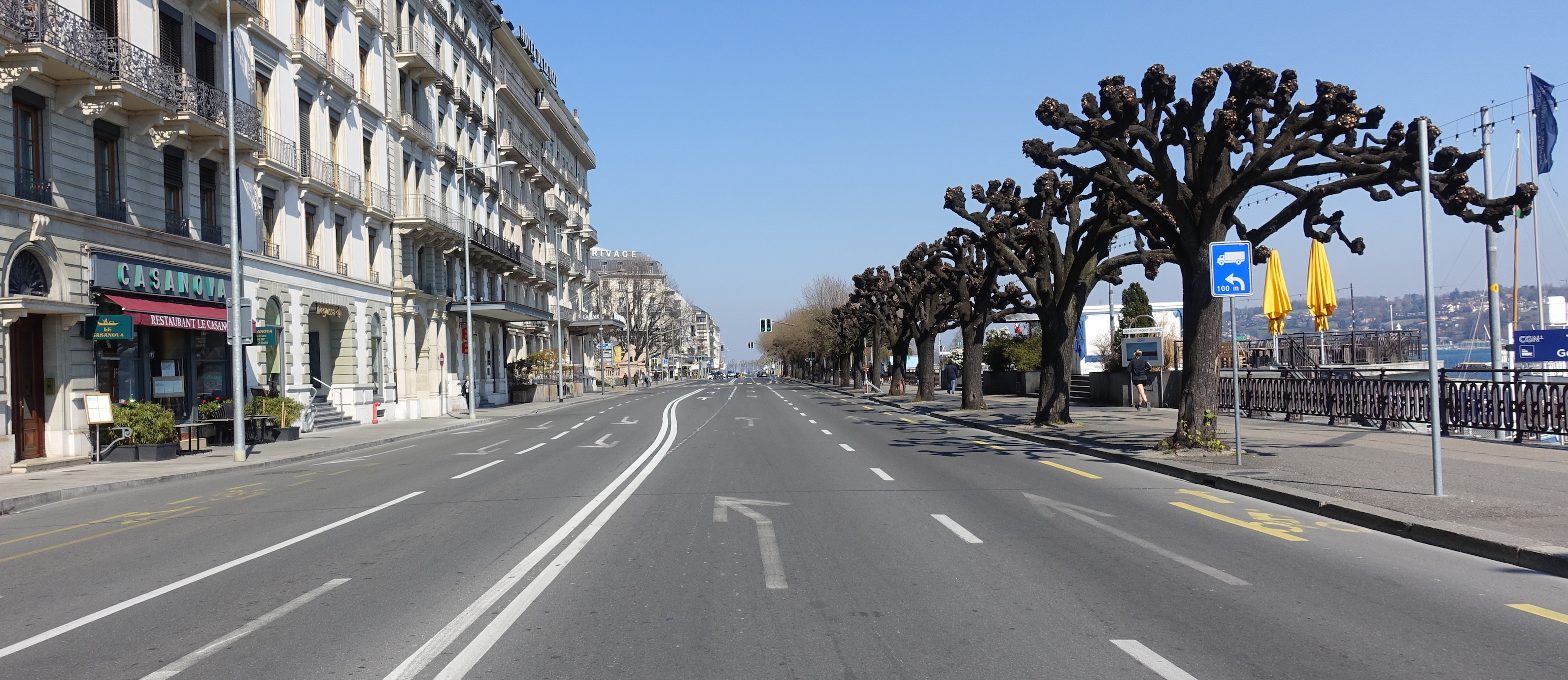
Quai du Mont-Blanc vidé de ses voitures, 25 mars.

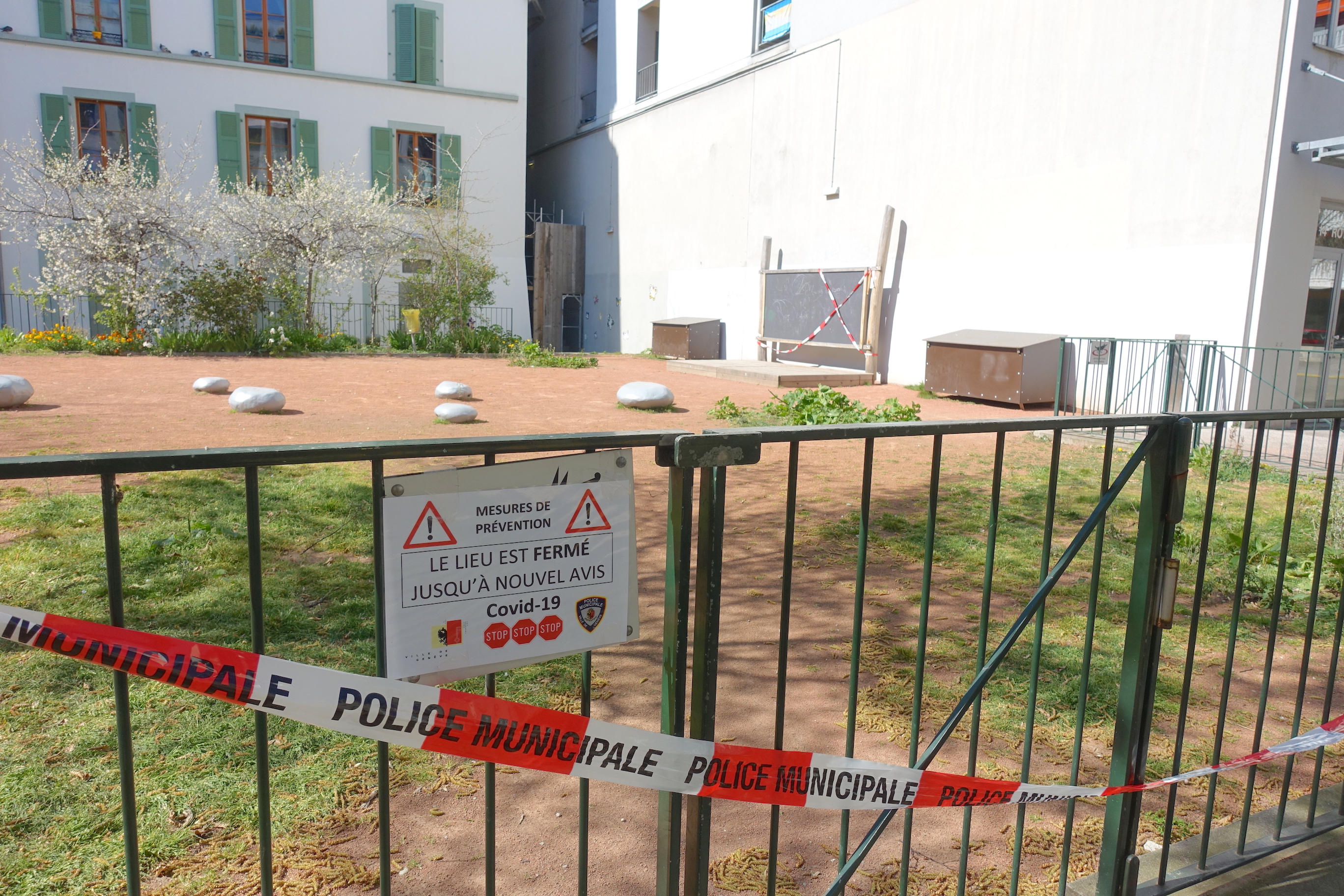
Place de jeux condamnée, 1 avril.

Dans le canton de Genève, Mauro Poggia est le conseiller d'État chargé du département de l'Emploi, des Affaires sociales et de la Santé (DEAS). Les hôpitaux universitaires de Genève (HUG) à Genève sont le principal hôpital public du canton de Genève.
Le canton de Genève est l'un des premiers cantons à avoir été touché par la Covid-19.
Dans le cadre des mesures prises par la Confédération le 28 février, notamment l'interdiction des rassemblements de plus de 1 000 personnes jusqu'au 15 mars, des manifestations ont été annulées au 28 février : le Salon international de l'automobile de Genève 2020 (5 au 15 mars), le Salon de l'horlogerie Watches & Wonders Geneva (ex-SIHH) (25 au 29 avril), la messe catholique devait se dérouler à la cathédrale Saint-Pierre (une première depuis 500 ans) ; elle a été reportée au 30 mai.
Le 11 mars 2020, le Conseil d’État interdit les manifestations de plus de 100 personnes,. Le 16 mars, ce sont les rassemblements de plus de cinq personnes qui sont interdits.
Le 16 mars 2020, le Conseil d’État place le canton en état de nécessité. Cela implique de la fermeture dès le lendemain de tous les établissements publics (restaurants, bars) et des magasins ne vendant pas de denrées alimentaires jusqu’au 29 mars. Les rassemblements de plus de cinq personnes sont également interdits. L'État prie les citoyens de rester chez eux le plus possible pour protéger les plus vulnérables parmi la population,.
Le 17 mars, le médecin cantonal genevois Jacques-André Romand est déclaré positif au coronavirus.
En raison d'une baisse de fréquentation de 40 % par rapport à la normale, les Transports publics genevois (TPG) réduisent leur offre de plus de 40 % dès le 23 mars,.
Le 2 novembre, dès 19 heures, le canton décrète l'état de nécessité et repasse en semi-confinement avec notamment la fermeture des bars, des restaurants, des coiffeurs et autres commerces non-essentiels jusqu'au 29 novembre.

#### Canton d'Argovie
Le 28 février, le canton d'Argovie exige que les événements avec 150 personnes ou plus soient soumis à autorisation.

#### Canton de Vaud

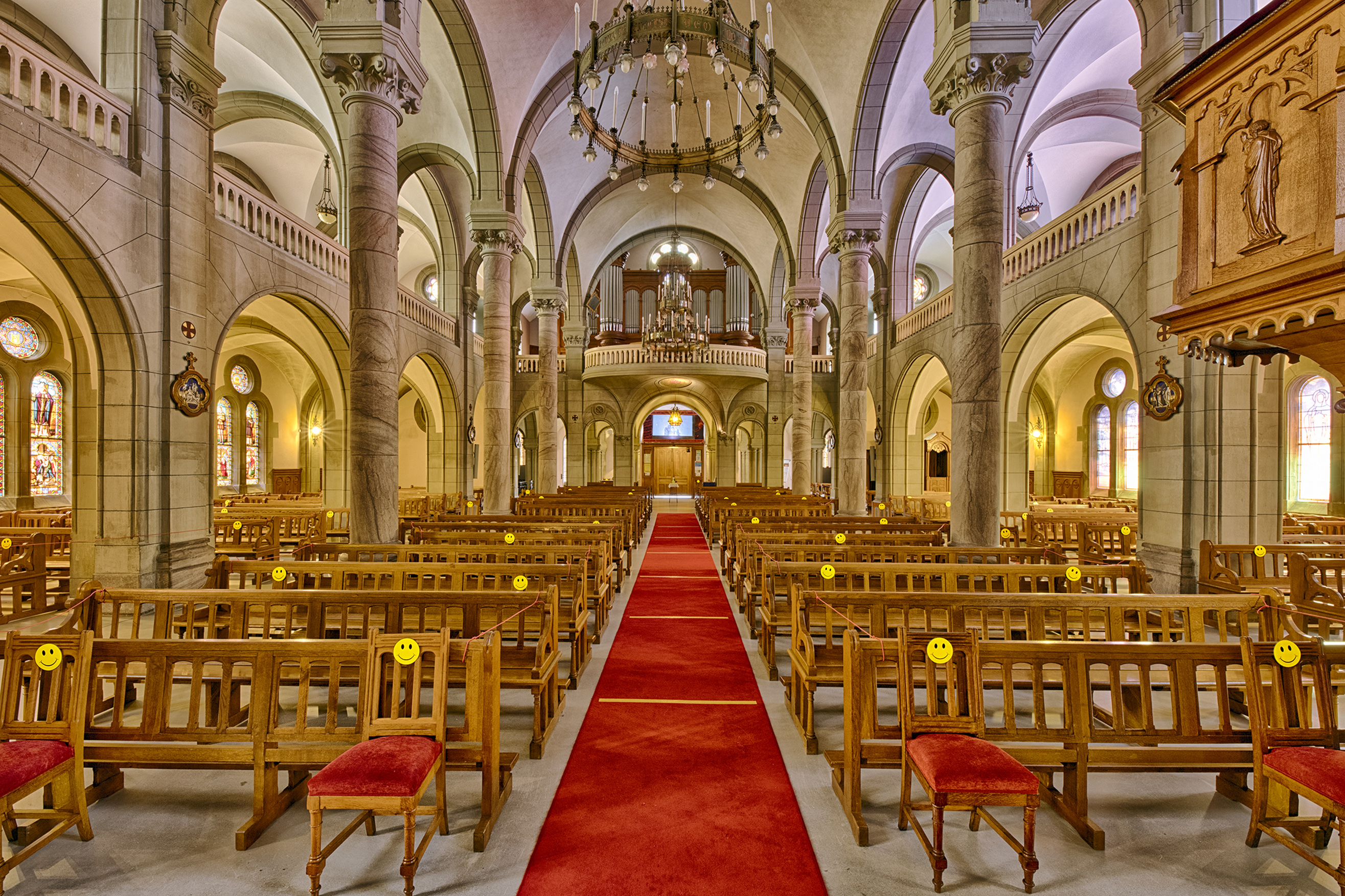
Mesures de distanciation dans l'Église du Sacré-Cœur de Montreux

Dans le canton de Vaud, Rebecca Ruiz est la conseillère d'État chargée du Département de la santé et de l'action sociale (DSAS). Le Centre hospitalier universitaire vaudois (CHUV) à Lausanne et les hôpitaux membres de la Fédération des hôpitaux vaudois constituent l’ossature de l’organisation hospitalière cantonale. Elle est complétée par les cliniques privées et par certains établissements situés hors du canton de Vaud. Les hôpitaux publics régionaux de la Fédération des hôpitaux vaudois sont : Ensemble hospitalier de la Côte à Morges (Aubonne, Gilly), Groupement hospitalier de l'Ouest lémanique à Nyon et Rolle, Établissements hospitaliers du Nord vaudois à Yverdon-les-Bains (St-Loup, Orbe, Chamblon, Le Sentier), hôpital Riviera-Chablais à Rennaz (Vevey, Aigle, Monthey VS), hôpital intercantonal de la Broye à Payerne (Estavayer FR), hôpital de Pays-D'Enhaut à Château-d'Œx, Réseau Santé Balcon du Jura à Ste-Croix. Ceux-ci sont approvisionnés en médicaments spécifiques par trois pharmacies interhospitalières, dont la Pharmacie des hôpitaux de l'Est lémanique.
Après avoir interdit la plupart des déplacements professionnels de ses employés, le CHUV annonce le 11 mars une annulation des vacances jusqu'au 30 avril.
Le 13 mars, le Conseil d'État prend des mesures urgentes de protection de la population et active le plan ORCA (Organisation en cas de catastrophe). Le chef de l’État-major cantonal de conduite (EMCC) et le médecin cantonal assurent la direction des opérations. Jusqu'au 30 avril les mesures suivantes sont notamment prises : passage à l’enseignement à distance pour tous les lieux de formation du canton avec service d’accueil scolaire sous condition de 7 h – 18 h 30 ; maintien de la prestation d’accueil de jour des enfants ; interdiction des manifestations de plus de 50 personnes. À cela s'ajoute la fermeture des lieux de divertissements (cinémas, théâtres, musées, centres de jeunesse, centres sportifs, centres de fitness, piscines, centres de bien-être, discothèques, pianos-bars, boîtes de nuit, clubs érotiques). Toutes les autres activités commerciales ouvertes au public doivent veiller à ce que la distance sociale soit respectée et informer des recommandations en vigueur. Les cafés, restaurants et bars sont également limités à 50 personnes, personnel compris. En parallèle, le Conseil d’État prend des mesures pour soutenir les entreprises et le monde culturel et entend activer le Fonds cantonal de lutte contre le chômage.
Le 14 mars, le Conseil d’État ordonne aux bars, cafés et restaurants de fermer dès 22 h « avec effet immédiat ».
En septembre, le canton fait face à la reprise de l'épidémie la plus forte du pays et décide le 15 septembre de fermer les boîtes de nuit, interdire les manifestations privées de plus de 100 personnes, et rendre obligatoire le masque dans tous les lieux publics fermés. Les grandes manifestations publiques de plus de 1 000 personnes restent autorisées sous réserve d'une autorisation, données par un Bureau cantonal temporaire des manifestations créé pour l'occasion. Rebecca Ruiz affirme que les hôpitaux vaudois «tournent à plein régime» et qu'un pic de cas pourrait amener une surcharge, expliquant que les cantons ont prévu des transferts de patients en cas de nécessité. Le conseiller d'État chargé de l'économie Philippe Leuba affirme que près de 2 000 personnes sont en quarantaine, ce qui représenterait un « handicap sévère pour l’économie ».
En ce qui concerne le traçage de contacts, le canton disposerait à la mi-septembre d'un pool d’une centaine de traceurs, l’équipe ayant connu des difficultés selon Rebecca Ruiz et les effectifs ayant été doublés depuis le 10 septembre. Le système de traçage vaudois est critiqué et qualifié de défaillant par des médias alémaniques comme le Blick et le Tages-Anzeiger, accusation dont le médecin cantonal se défend. En raison de la hausse du nombre de cas qui déborde les équipes, et dans l'attente d'effectifs supplémentaires, les consignes de traçage sont changées et la recherche des contacts est limitée aux contacts les plus « étroits ».
Manifestations annulées
Dans le cadre des mesures prises par la Confédération le 28 février, notamment l'interdiction des rassemblements de plus de 1 000 personnes jusqu'au 15 mars, les manifestations suivantes étaient annulées au 2 mars : Les Dominicales et Découvertes, les concerts de l'Orchestre de chambre de Lausanne, le concert d'Agnes Obel et le spectacle de Jérémy Ferrari à la salle Métropole à Lausanne, les Brandons de Payerne, d'Yverdon-les-Bains et de Moudon, les concerts de I Muvrini et de Maxime Le Forestier à Montreux, les matchs de la Coupe de Suisse de football 2019-2020 Lausanne-Sport - FC Bâle et LS - FC Vaduz au stade de la Pontaise à Lausanne, la fête du personnel HRC à Montreux, la soirée MAD Village à Oron-la-Ville et le Festival Artiphys à l'École polytechnique fédérale de Lausanne. Le match du championnat de Suisse de hockey sur glace 2019-2020 LHC - CP Berne du 29 février s'est déroulé, selon décision de la ligue Suisse de hockey sur glace, à huis clos. L'édition 2020 d'Habitat-Jardin, prévue du 18 au 22 mars, est reportée. Le 9 mars, le Cully Jazz Festival annonce annuler sa 38e édition et craindre une possible faillite.

#### Canton de Berne
Dans le canton de Berne Pierre Alain Schnegg  est le conseiller d'État à la tête de la Direction de la santé. L'hôpital universitaire de Berne (hôpital de l'Île) est le principal hôpital public du canton de Berne. Les autres hôpitaux du Groupe de l'île sont à Tiefenau (de), Münsingen, Aarberg et Riggisberg. Les autres hôpitaux régionaux sont : Interlaken et Frutigen (Spitäler fmi), Thoune et Zweisimmen (Spital STS), Berthoud et Langnau (RSE), Langenthal (SRO), le Centre hospitalier Bienne, l'hôpital du Jura bernois à Saint-Imier, et l'hôpital de Moutier.
Le 29 février, le canton de Berne décide que les manifestations de moins de 1 000 personnes qui ne peuvent pas respecter les conditions supplémentaires fixées par les autorités de la confédérations peuvent être interdites. Aucune personne ne doit venir des régions touchées par la Covid-19 au cours des deux dernières semaines, et l'identité de toutes les personnes doit être connue.
En septembre 2021, le Tribunal fédéral suisse a jugé que le canton de Berne avait agi de manière disproportionnée en restreignant le droit fondamental à la liberté de réunion. Le gouvernement cantonal avait temporairement limité tout rassemblement de personnes, y compris les rassemblements politiques, à un maximum de 15 personnes.

#### Canton du Valais
Dans le canton du Valais, Mathias Reynard est le conseiller d'État chargé du Département de la santé, des affaires sociales et de la culture depuis mai 2021. Au début de la pandémie, ce poste était occupé par Esther Waeber-Kalbermatten. L'hôpital de Sion est le principal hôpital public du canton de Valais. D'autres hôpitaux publics régionaux complètent le système de santé dans le canton : l'hôpital du Valais (HVS) intègre le Centre hospitalier du Haut-Valais (SZO), qui comprend les hôpitaux de Brigue et de Viège, ainsi que le Centre hospitalier du Valais Romand qui comprend, outre l'hôpital de Sion, les hôpitaux de Sierre et de Martigny. L'hôpital Riviera-Chablais Vaud-Valais (HRC) comprend, outre le Centre hospitalier de Rennaz (VD), les sites hospitaliers de Monthey et Vevey (VD).
Le 16 mars, le conseiller d'État Frédéric Favre annonce être infecté par le virus.

#### Canton de Fribourg
Dans le canton de Fribourg, Philippe Demierre est le conseiller d'État chargé du département de la santé et des affaires sociales depuis janvier 2022. Au début de la pandémie, Anne-Claude Demierre occupait cette fonction. L'HFR Fribourg est le principal hôpital public du canton.
Le 4 mars, le Festival international de films de Fribourg (FIFF) est annulé. Certains films sélectionnés seront quand même diffusés au long de l'année.
Le 6 mars, le Conseil d'État a édicté une directive relative aux critères applicables aux organisateurs de manifestations dans le canton, le document précise la question de la responsabilité des organisateurs, ainsi que les conditions-cadres et les critères pour les manifestations de moins de 1 000 personnes.
Une « Centrale Conduite Sanitaire Covid-19 » a été mise en place, elle a pour mission de coordonner l'ensemble des acteurs du domaine sanitaire dans le but de conserver une vision globale de l'évolution de la situation.
Une importante campagne de communication pour informer la population a été déployée, principalement dans les écoles et les différents services de l'État de Fribourg.

#### Canton de Neuchâtel
Dans le canton de Neuchâtel, Laurent Kurth est le conseiller d'État chargé du Département des finances et de la santé. Le Réseau hospitalier neuchâtelois (RHNe), un établissement autonome de droit public, assure les soins aigus à l'hôpital de Pourtalès à Neuchâtel, à l'hôpital de La Chaux-de-Fonds et à la permanence de l'antenne du Val-de-Travers à Couvet.
Au même titre que d'autres cantons romands, le Conseil d’État prend le 13 mars des mesures qui vont plus loin que celles ordonnées par la Confédération. Dès le lundi 16 mars, les écoles et les crèches ferment jusqu'au 30 avril 2020. Le 15 mars, le Conseil d'État décide de placer le canton en état d'urgence. Dès minuit, les commerces, les établissements publics ainsi que les établissements de divertissement et de loisirs ferment. Seuls les commerces d'alimentation, les marchés de fruits et légumes, les pharmacies, les commerces d’alimentation pour les animaux, les kiosques, les stations-services et les banques ont pu ouvrir le lundi matin 16 mars. Les restaurants ont pu demeurer ouverts jusqu'à lundi 14 h.

#### Canton du Jura
L'hôpital du Jura (H-JU) est un établissement cantonal public et subventionné réparti sur 4 sites : Delémont, Porrentruy, Saignelégier et la Résidence La Promenade à Delémont (EMS).
Le 15 mars, les cantons du Jura, de Bâle-Campagne, de Neuchâtel et des Grisons adoptent les mêmes mesures.

#### Canton de Nidwald
Le 3 mars, le canton de Nidwald interdit les événements de 200 personnes ou plus, le canton de Schwyz soumet les événements entre 150 et 999 personnes à approbation.

### Système de santé
La directrice de Office fédéral de la santé publique est Anne Lévy depuis le 1er octobre 2020. Elle succède à Pascal Strupler qui a dirigé l'OFSP pendant dix ans et au début de la pandémie. C'est la division maladies transmissibles qui est en première ligne lors cette épidémie. La partie communication est formée par un duo formé de Virginie Masserey et Patrick Mathys. Au début de l'épidémie, la division maladies transmissibles était dirigée par Daniel Koch depuis 2002, qui se chargeait également de la communication sur cette épidémie, avant qu'il prenne sa retraite à la fin du mois de mai. Puis c'est Stefan Kuster qui l'a remplacé pour quelques mois avant qu'il annonce sa démission le 23 septembre 2020.
Plusieurs semaines avant le premier cas détecté en Suisse, des plans d’accueil de personnes contaminées ont été réactivés par les hôpitaux. Ils ont été établis de longue date lors d'épidémies antérieures comme le SRAS entre 2002 et 2003.
En Suisse, il y a cinq CHU : les hôpitaux universitaires de Genève, le Centre hospitalier universitaire vaudois à Lausanne, l'hôpital de l'Île à Berne, l'hôpital universitaire de Zurich et l'hôpital universitaire de Bâle.
Le 6 mars, le Conseil fédéral décide de mettre à disposition des cantons jusqu'à 800 militaires afin d'épauler les hôpitaux civils et le système de santé surchargé. À partir du vendredi 13 mars, l'armée apport une aide en personnel et en matériel aux hôpitaux San Giovanni à Bellinzone (17 militaires du service sanitaire, systèmes d’aide respiratoire et de surveillance, brancards, tentes universelles et conteneurs de traitement) et Civico à Lugano (6 militaires, tente universelle). Le commandant de corps Thomas Süssli annonce l'engagement dans les cantons, dès le 16 mars, du bataillon d'hôpital 5 de l'Armée suisse, qui a notamment comme tâche « le soutien des hôpitaux civils en personnel et en matériel en cas de situations extraordinaires », pour faire face au coronavirus.
Le 20 mars, le Conseil fédéral décide par ordonnance la flexibilité temporaire du temps de travail du personnel du secteur de la santé. Cette décision est notamment critiquée par le Syndicat des services publics (SSP-VPOD).
Le 17 août 2020, Amnesty International a demandé au Conseil fédéral de mener une évaluation indépendante des conséquences de la pandémie de coronavirus sur du personnel de santé. L’organisation cherchait à se pencher sur la gestion de la crise par le gouvernement.

#### Compréhension de la maladie
D'abord considérée comme une pneumonie virale, une « grippette » ou au pire une grippe compliquée, la Covid-19 s'est rapidement révélée comme une atteinte grave plus globale, pouvant impliquer de nombreux organes, en particulier le système cardiovasculaire, les reins, le système digestif et le cerveau. Des chercheurs de l'hôpital universitaire de Zurich (USZ) ont examiné au microscope les tissus de patients décédés. Ils ont constaté une inflammation de la paroi interne des vaisseaux sanguins irrigant divers organes. Le virus a pu être détecté dans l'endothélium lui-même, où il provoque la mort des cellules, puis des tissus et organes touchés. Ceci explique les décès par défaillance d'organes vitaux comme le cœur. Selon le directeur de la clinique de cardiologie, le virus cause une endothélite. Cette découverte, publiée dans The Lancet, contribue à une prise en charge plus appropriée, qui ne se borne pas à contrer les virus et assister la respiration, mais devient plus efficace lors de défaillances cardio-vasculaires et d'autres organes touchés.

##### Virus SARS-CoV-2
Le virus SARS-CoV-2 est l’agent de la Covid. C’est un virus à ARN de la famille des Coronaviridae. Il a été repéré fin 2019 à Wuhan, en république populaire de Chine. Son séquençage montre le plus de parenté avec un virus de chauve-souris. Plusieurs hypothèses non-prouvées essaient d’élucider les modalités de son passage à l’être humain.
Depuis l’été 2020, des instituts de recherche ont mis en évidence des Variants du SARS-CoV-2, qui semblent s’être répandus en Europe à partir de l’Espagne,.

##### Variants du SARS-CoV-2
En septembre 2020, le variant Alpha (ex-variant anglais) est apparu en Suisse. Le 28 juin 2021, le variant Delta (anciennement nommé variant indien, car apparu en Inde en octobre 2020) devient majoritaire en Suisse. Le 17 décembre 2021, le variant Omicron dépasse le variant Delta. Le premier cas du variant Omicron ayant été signalé en Suisse le 19 novembre 2021, il lui a fallu moins d'un mois pour devenir majoritaire. Le 27 décembre 2021, Omicron représente 55,7 % des derniers cas de Covid-19 séquencés, contre 43,8 % pour le variant Delta.

#### Équipement médical

##### Approvisionnement
L'absence de stocks suffisants de certains équipements et les blocages des exportations depuis de nombreux pays mènent à un manque de matériel médical peu de temps après le début de l'épidémie,. Le 25 mars, le Conseil fédéral décide de restreindre les exportations de matériel médical.
Le 16 avril, le Conseil fédéral demande au parlement un crédit de 2,1 milliards de CHF pour financer l'achat de matériel sanitaire par l'armée, notamment des masques pour la population et le personnel soignant (plus de 500 millions d'unités), des solutions hydro-alcooliques (48 millions d'unités), des tests (8 millions d'unités), des vaccins (1 million d'unités), des équipements de protection individuelle pour les soignants (gants, blouses, etc.), des appareils respiratoires (1 000 unités), et d'autres équipements. À cette occasion, le Conseil fédéral révèle qu'un crédit partiel urgent de 700 millions a été accepté par la Délégation des finances du parlement le 14 avril,.

###### Vaccin
La Suisse s’est initialement positionnée sur trois technologies distinctes: les vaccins à ARN messager (Pfizer, Moderna et CureVac), les vaccins à vecteur adénovirus (AstraZeneca, puis Janssen) et enfin les vaccins à protéine recombinante (Novavax). Dans les faits, trois vaccins ont été utilisés : Vaccin ARN de Pfizer-BioNTech (Comirnaty), homologué depuis le 19 décembre 2020 et utilisé depuis lors. Vaccin ARN de Moderna (Spikevax), homologué le 9 janvier 2021 et utilisé depuis lors. Vaccin adénovirus de Janssen (Johnson & Johnson), homologué le 22 mars 2021 et utilisé depuis début octobre 2021.
Le 7 août 2020, l'Office fédéral de la santé publique (OFSP) a annoncé un premier résultat concluant avec Moderna, où il délivrerait 4,5 millions de doses à la Suisse. En raison du manque de doses, un accord a été avec Moderna afin qu'au moins un quart de la population puisse être vacciné. La distribution devait dépendre des caractéristiques du vaccin (capacité de protection des anticorps, qualité de l'immunité) ainsi que des quantités disponibles, dans une certaine mesure.
En septembre 2022, l’OFSP annonce la destruction de 10 millions de doses de vaccins Moderna, car la date d’expiration ayant été dépassée.
En septembre 2023, au vu de la baisse de la demande, l'OFSP détruit 6 millions de doses, élevant ainsi à 18,8 millions le nombre de vaccins jetés depuis le début de la pandémie.
En avril 2025 est annoncé une perte de 1,3 milliard de francs de vaccins contre le Covid-19 achetés par la Suisse en raison de la date de péremption échue. Entre 2020 et 2023, la Confédération s'était engagée à acheter un total de 61 millions de doses de vaccin pour 2,282 milliards de francs, et que seul un quart des doses a été utilisé selon les données de l'administration fédérale des finances. Des vaccins d'une valeur de 1,447 milliard de francs ont ainsi dû être "amortis", dont 90 % de doses ont été éliminées une fois leur date de péremption passée, ce qui représente quelque 1,3 milliard de francs de vaccins. La valeur des doses utilisées pour la population suisse s'est montée à 567 millions de francs. Des doses de vaccin d'un montant de 268 millions de francs ont pu être envoyées à l'étranger au titre de l'aide humanitaire,,.

###### Test PCR
Au mois d’avril 2020, la pharmacie de l’armée achète plus d’un million de doses de test PCR à une entreprise américaine pour 16,7 millions de francs suisses. Une année après, en avril 2021, l'OFSP annonce qu'elle va devoir se débarrasser de 740 000 tests PCR périmés. En raison de leurs composants biochimiques, les tests PCR ont une durée de vie limitée. Lorsqu'il a été constaté que les tests allaient expirer, un groupe de travail a accéléré leur vente à prix cassés. L'OFSP a réussi à revendre environ 300 000 tests PCR au cours des trois premiers mois de l'année 2021, ce qui lui a rapporté 3 millions de francs. La perte s'élève néanmoins à près de 14 millions de francs.

##### Masques

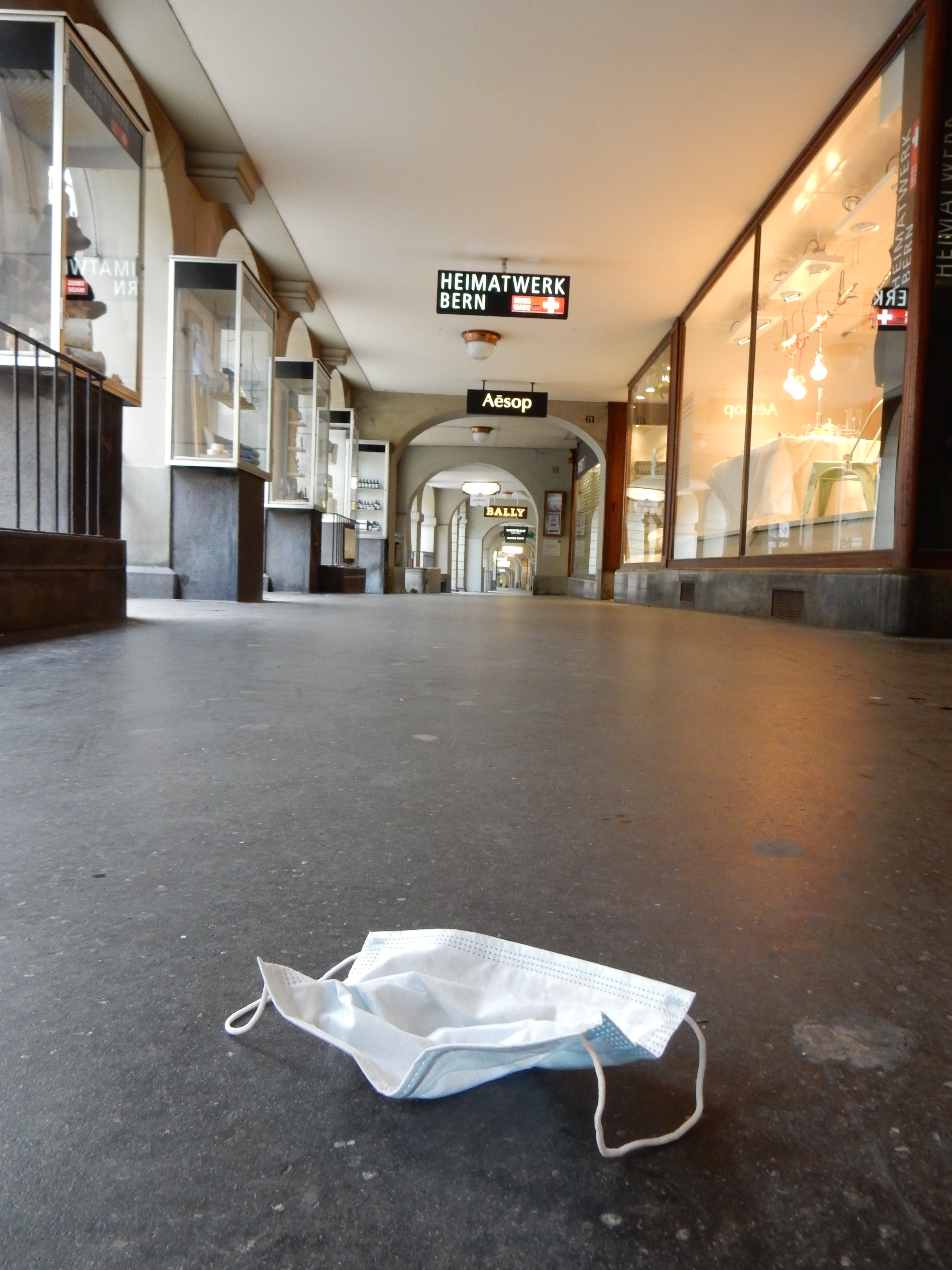
Masque abandonné en vieille ville de Berne (2020).

À la fin février, la Confédération distribue des masques professionnels de ses stocks aux cantons pour que ces derniers les redistribuent aux médecins et aux patients traités. Certains cabinets médicaux se plaignent toutefois d'en manquer encore. Les pharmacies se retrouvent souvent en rupture de stock. Daniel Koch affirme que le problème d'approvisionnement est mondial et que tous les pays y sont confrontés. Le 25 mars, Daniel Koch annonce le lancement d'une production de masques en Suisse et affirme qu'elle pourrait atteindre une capacité de 40 000 pièces par jour.

##### Soins intensifs
Pour une population d'environ 8,5 millions d'habitants, la Suisse dispose selon la Société suisse de médecine intensive durant cette épidémie, de 82 stations de soins intensifs reconnues. Entre 950 et 1 000 lits, dont 800 à 850 sont équipés de respirateurs artificiels et entre 400 et 450 lits sont également disponibles dans des stations d'observation. L'armée, dispose également de 204 (ou 100) systèmes d'aide respiratoire et de suivi, depuis le 13 mars quatre d'entre eux se trouvent au Tessin. Le 19 mars, l'armée annonce la commande de 900 respirateurs artificiels et appareils de contrôle qui seront en premier lieu utilisés dans les hôpitaux civils. Fabriqués en Suisse, la livraison par tranches débute le 20 mars.

##### Solution hydro-alcoolique

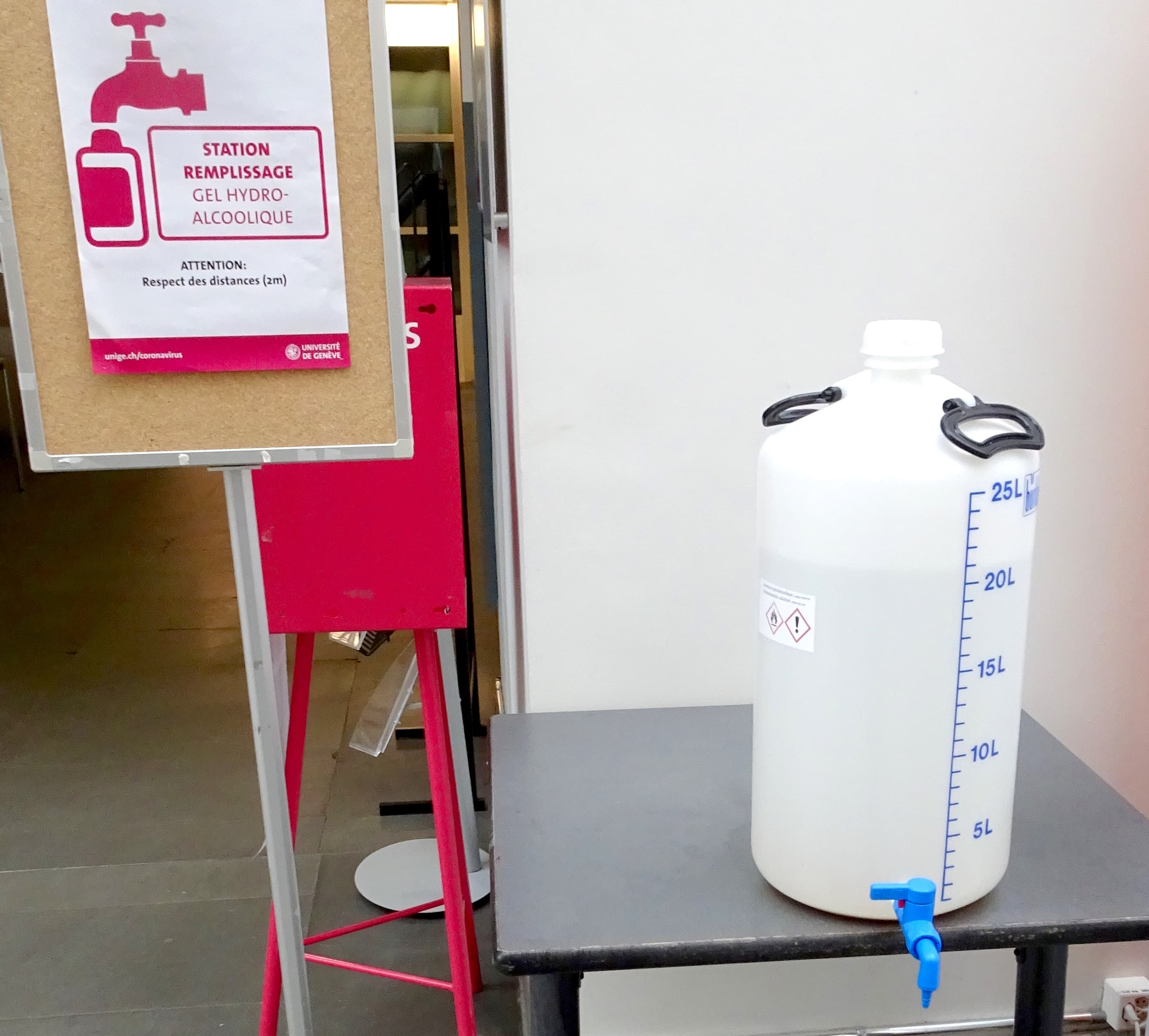
Hall de l’université.

Le canton du Valais a demandé à l'entreprise Lonza à Viège de produire des solutions hydro-alcooliques pour l'hygiène des mains. Dès le 24 mars, la Protection civile les livrera aux pharmacies du canton où elles seront vendues au prix coûtant. Les hôpitaux, les homes et d'autres établissements en reçoivent déjà 1 000 litres par semaine. L'entreprise Arval à Conthey livre également depuis le début de la semaine du 16 mars, par fûts de 25 kg, des hôpitaux, des sociétés et des pharmacies dans les cantons du Valais, de Vaud et de Fribourg.
À Genève, le fabricant de parfums Firmenich offre 20 tonnes de gel aux HUG.

## Opinion publique et critiques

### Autorités fédérales
L'institut de sondage Sotomo est mandaté par la radiotélévision publique (SSR) pour effectuer une enquête d'opinion par sondage en plusieurs vagues sur la crise.
Le 25 mars, un premier sondage de l'institut Sotomo relève qu'une moitié de la population considère que la réaction du Conseil fédéral à la progression de l'épidémie a été trop lente, et que l'autre moitié pense qu'elle a été appropriée. Une proportion très faible de la population (2 %) considère que la réaction a été trop rapide. Les différences seraient assez fortes entre régions linguistiques, avec 68 % des sondés en Suisse italienne et 64 % en Suisse romande qui trouvent que les autorités ont agi trop tardivement, contre 42 % seulement en Suisse alémanique. Une forte majorité (70 %) d'Alémaniques auraient confiance dans les autorités, contre une légère minorité (45 %) de Romands et de Tessinois. Un Romand sur quatre et un Tessinois sur cinq n'auraient pas confiance, contre seulement un Alémanique sur dix. Concernant les mesures qui restreignent les libertés individuelles, les Romands seraient une majorité et beaucoup plus nombreux à penser qu'elles ne vont pas assez loin, contre un peu plus qu'un tiers parmi les Tessinois et un peu moins qu'un tiers parmi les Alémaniques. Très peu de personnes (3 % ou moins) considèrent qu'elles vont trop loin, toutes régions linguistiques confondues. Selon le directeur de Sotomo Michael Hermann et le conseiller d'État tessinois Norman Gobbi, ces différences seraient dues au fait que les cantons latins seraient plus durement touchés par l'épidémie.
Fin octobre 2020, un nouveau sondage Sotomo est publié, montrant que la confiance de la population dans les autorités a nettement diminué à travers le pays et est plus basse qu'en mars, les sondés étant désormais une minorité à avoir confiance dans la gestion de la crise par le Conseil fédéral.

### Sur les mesures limitant les contacts physiques

#### Février – mars: Introduction des mesures
La décision du Conseil fédéral, le 28 février, alors que la Suisse a détecté 15 cas dont 10 nouveau ce jour et aucun décès, d'interdire tout rassemblement de plus de 1 000 personnes est critiquée par une partie des milieux politiques. L'ex-conseiller aux États et chef du groupe PDC aux chambres fédérales Filippo Lombardi notamment affirme que les mesures « contribuent à faire paniquer bien des gens ».
Des personnes âgées de plus de 65 ans se sont senties plus ou moins stigmatisées, ont souffert de devoir rester dans leur appartement et racontent comment elles ont trouvé des ressources pour garder le moral. Leurs témoignages sont recueillis et rassemblés dans un film.

#### Avril – mai: Levée des mesures
Le plan de levée des restrictions annoncé le 16 avril, alors que la Suisse comptait plus de 27 000 cas détectés dont plus de 300 ce jour contre plus de 1 300 au plus fort du pic épidémique, crée une division au sein de l'opinion. Le plan en trois étapes prévoit une levée des restrictions simultanées dans toute la Suisse, la première le 27 avril (réouverture des services de soin à la personne, jardineries, magasins de bricolage), la deuxième le 11 mai (écoles obligatoires, autres commerces, installations sportives) et la troisième le 8 juin (écoles secondaires et supérieures, lieux de divertissement comme les musées et les bibliothèques). Pour une partie de la population, les mesures sont trop rapides, et pour une autre, trop lentes, et certaines mesures sont jugées comme défavorisant sans raison certains secteurs. La date de levée des mesures pour le secteur de la restauration, non précisée, suscite des plaintes du secteur et des critiques de politiciens à l'égard du Conseil fédéral.
La troisième vague de l'enquête Sotomo, publiée le 7 mai, indique qu'autour de 40 % de la population juge la levée des mesures trop rapide, contre environ 20 % qui la jugeraient trop lente. Les personnes plus jeunes auraient plus tendance à la trouver trop rapide, tout comme les personnes de la Suisse italienne, suivi de la Suisse romande. Les Suisses allemands seraient proportionnellement presque trois fois plus nombreux que les autres Suisses à trouver le calendrier trop lent, tandis que les personnes de plus de 65 ans seraient significativement plus satisfaites par le calendrier de manière générale. Les électeurs de gauche (Verts, Socialistes) et ceux sans affinité partisane seraient plus nombreux à trouver le calendrier trop rapide, les électeurs du PDC seraient les plus satisfaits et ceux de l'UDC et sans parti les moins satisfaits. Le domaine où la levée des restrictions serait le plus souvent jugés trop lente serait celui des magasins, suivi des restaurants, également le domaine où elles sont le plus souvent jugées trop rapides.

#### Octobre: Réintroduction de mesures
La majorité de la population soutient les mesures décrétées le 28 octobre 2020 par le Conseil fédéral, mais les deux tiers de la population estiment qu'une centralisation plus forte est nécessaire, contre seulement un cinquième qui désire plus de marge de manœuvre pour les cantons. L'idée d'un « mini-confinement » comme dans certains pays voisins est controversée, avec autour d'une moitié de la population pour et une moitié contre, les personnes retraitées et les sympathisants des partis de gauche étant davantage favorables à la mesure et les jeunes et les sympathisants des partis de droite y étant plutôt opposés.

### Mobilisation contre les mesures sanitaires

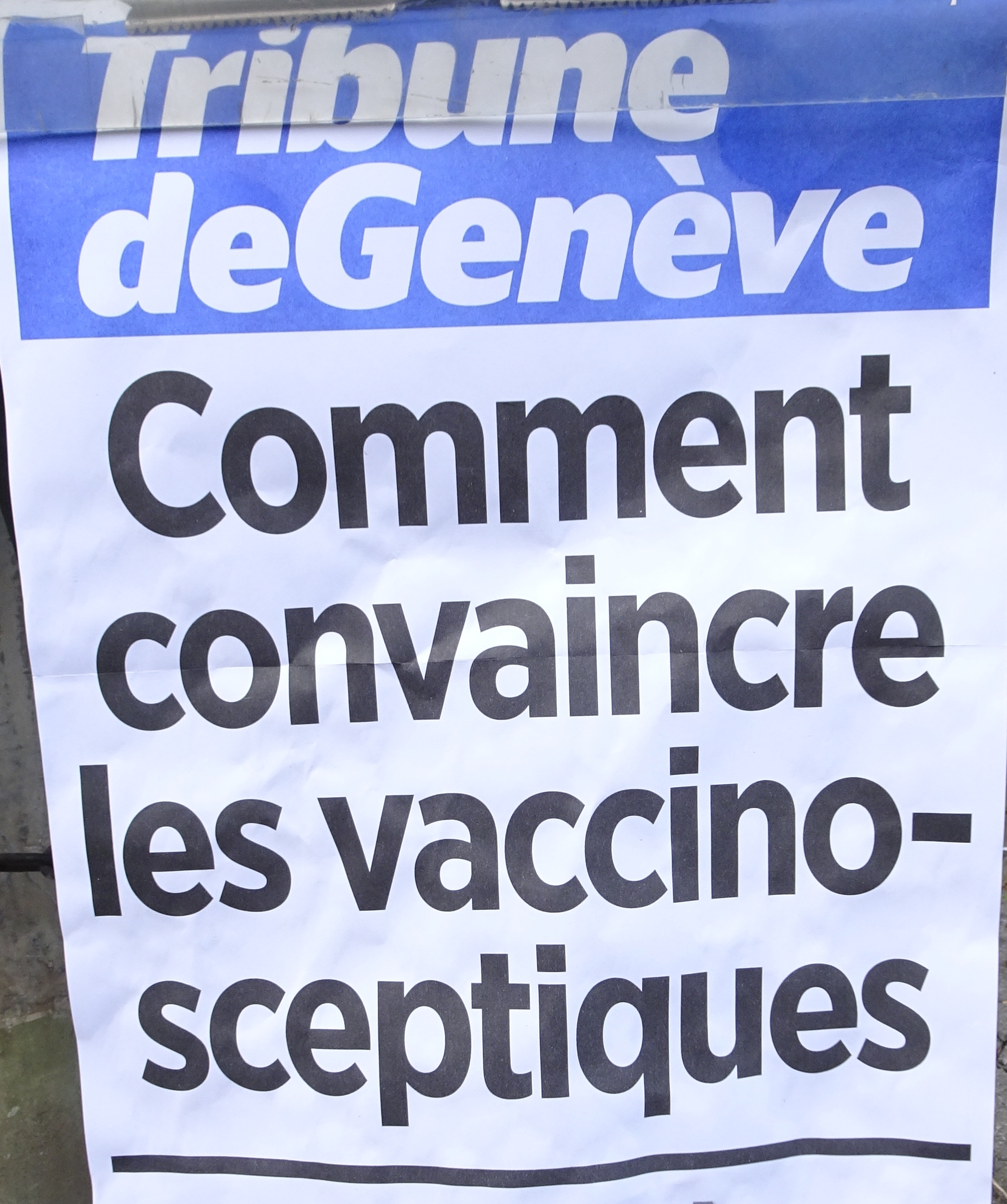
Manchette du 24 juillet 2021.

Comme dans d'autres pays d'Europe et du monde, la Suisse connaît un mouvement de mobilisation contre les mesures sanitaires, généralement appelé « anti-masque ».
Le 29 août 2020, une manifestation organisée à Zurich rassemble 1 000 personnes, dont beaucoup de Suisses romands, tandis qu'une manifestation à Delémont rassemble 750 personnes. Les deux manifestations sont autorisées et à Zurich, une contre-manifestation réunit une centaine de personnes. Le non-respect par des participants de l'obligation de port du masque et de distance physique, imposés aux manifestants par la ville de Zurich, mène à des contrôles et des évacuations par la police, mesures qui concernent environ 50 personnes[réf. nécessaire].
Le 12 septembre 2020, une manifestation organisée à Genève rassemble 1 000 personnes aux profils hétérogènes, au cri notamment de « liberté ». Le mouvement est rejoint par certains représentants du monde de la nuit à Genève, qui se plaignent de restrictions excessives, les boîtes de nuit étant fermées dans le canton de Genève. Les différents orateurs se sont défendus d'être d'extrême droite, d'être des complotistes, des racistes ou des psychopathes. Le port du masque, imposé pour le rassemblement, n'est que très peu respecté par les participants,,.
Interrogé sur le mouvement et sur le scepticisme vis-à-vis de la Covid-19, le conseiller fédéral responsable de la santé Alain Berset affirme qu'il est accueille volontiers les discussions « basées sur les faits » à propos des dangers du virus et des mesures prises par la Suisse. Il affirme que le mouvement se construit « contre notre société démocratique basée sur les faits », et qu'il a « peu de sympathie » pour la « tendance actuelle à nier le virus ». Le mouvement serait d'ailleurs selon lui partiellement importé. Il qualifie d'« absurdes » les accusations de comportement dictatorial lancées contre les autorités suisses, le pays étant selon lui plutôt libéral en matière de mesures en comparaison internationale,.

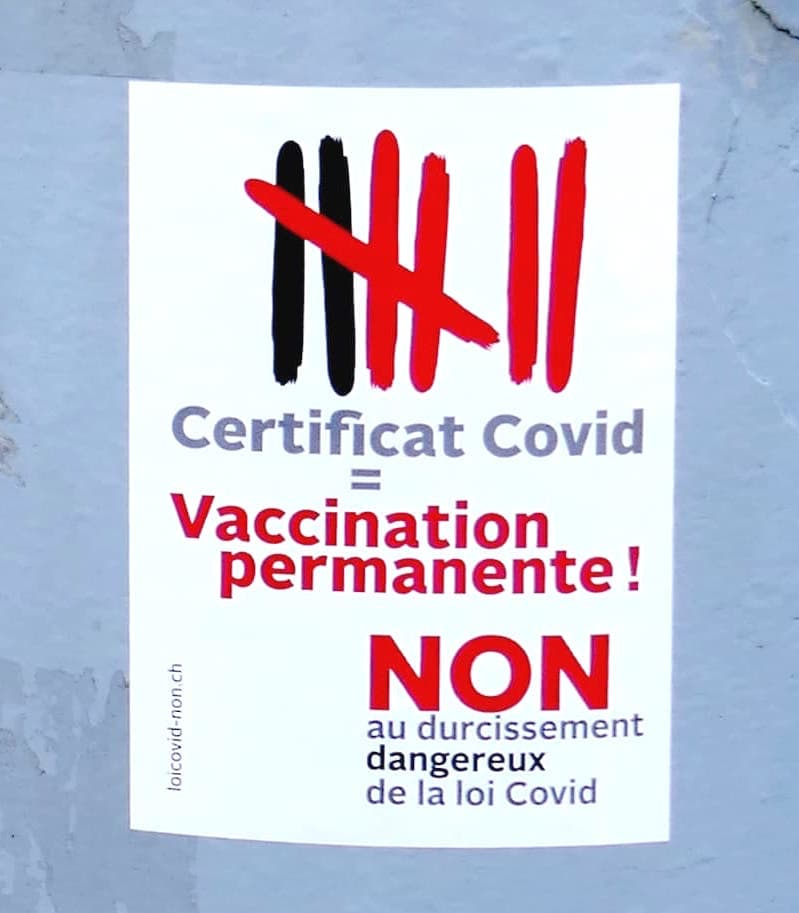
Campagne de votation de novembre 2021.

Le 31 octobre, un rassemblement d'une centaine de « coronasceptiques » organisé à Zurich est dispersé par la police avant le départ de la manifestation, le port obligatoire du masque n'étant pas respecté. Neuf personnes sont arrêtées, dont le détenteur d'autorisation de manifester. Le même jour à Berne, une manifestation de 1 000 professionnels de santé sur la Place fédérale est accompagné d'une contre-manifestation non autorisée d'une centaine de coronasceptiques qui tentent de perturber le rassemblement. La police les empêche d'entrer sur la Place fédérale.
Début novembre 2020, l'Office fédéral de la police (fedpol) se déclare préoccupé par l'« augmentation de la propension à la violence sur la scène du coronascepticisme », qui se concrétiserait par une forte augmentation du nombre de signalements concernant des menaces et de la violence en lien avec l'opposition aux mesures de lutte contre la propagation de la pandémie, passant d'une centaine à plus d'un millier, avec 40 directement en lien avec la pandémie. Les signalements concerneraient en général des expressions de mécontentement et des injures, avec parfois des menaces. Fedpol affirme avoir réévalué et renforcé les mesures de protection dans les mois précédents.

## Cas détectés et décès au niveau national
| Classe d'âge | Cas hospitalisés | Cas décédés | % des cas décédés |
| ------------ | ---------------- | ----------- | ----------------- |
| 0–9 ans      | 329              | 2           | 0,02 %            |
| 10–19 ans    | 175              | 1           | 0,01 %            |
| 20–29 ans    | 548              | 3           | 0,03 %            |
| 30–39 ans    | 962              | 10          | 0,10 %            |
| 40–49 ans    | 1 876            | 39          | 0,38 %            |
| 50–59 ans    | 3 918            | 205         | 1,98 %            |
| 60–69 ans    | 5 314            | 698         | 6,73 %            |
| 70–79 ans    | 7 213            | 2 098       | 20,24 %           |
| ≥ 80 ans     | 9 433            | 7 310       | 70,52 %           |

Status as of 7 July 2021

### Localisation des cas
De nombreuses personnes porteuses du virus ne sont pas comptées comme contaminées, car ne présentant pas de symptômes, ou présentant des symptômes légers (petite toux, fièvre) sans détresse respiratoire. Pour les personnes concernées, des tests ont permis de dénombrer des cas avérés.
| Cantons | Cas (chiffres de Rédaction NXP) | Dont décédés (chiffres de Rédaction NXP) | Nombre de cas confirmés pour 100 000 habitants (chiffres des cantons) | Date du 1er cas | Date du 1er décès | Remarques |
| --- | ------------------------------- | ---------------------------------------- | --------------------------------------------------------------------- | --------------- | ----------------- | --------- |
| Tessin | 19606                           | 535                                      | 5578                                                                  | 25 février      | 10 mars           |           |
| Genève | 41610                           | 618                                      | 8254                                                                  | 27 février      | 10 mars           |           |
| Grisons | 6947                            | 113                                      | 3491                                                                  | 27 février      | 17 mars           |           |
| Argovie | 22960                           | 269                                      | 3348                                                                  | 27 février      | 20 mars           |           |
| Zurich | 58570                           | 625                                      | 3805                                                                  | 27 février      | 15 mars           |           |
| Vaud | 53703                           | 740                                      | 6770                                                                  | 27 février      | 5 mars            |           |
| Bâle-Ville | 7219                            | 109                                      | 3686                                                                  | 27 février      | 12 mars           |           |
| Bâle-Campagne | 9087                            | 108                                      | 3139                                                                  | 28 février      | 8 mars            |           |
| Valais | 24244                           | 415                                      | 7017                                                                  | 29 février      | 13 mars           |           |
| Berne | 36174                           | 533                                      | 3480                                                                  | 29 février      | 16 mars           |           |
| Fribourg | 22167                           | 325                                      | 6889                                                                  | 1er mars        | 18 mars           |           |
| Neuchâtel | 10934                           | 176                                      | 6195                                                                  | 2 mars          | 17 mars           |           |
| Zoug | 4108                            | 38                                       | 3218                                                                  | 3 mars          | 27 mars           |           |
| Saint-Gall | 23008                           | 388                                      | 4505                                                                  | 4 mars          | 23 mars           |           |
| Schwytz | 6469                            | 113                                      | 4031                                                                  | 4 mars          | 25 mars           |           |
| Jura | 4210                            | 48                                       | 5721                                                                  | 5 mars          | 8 avril           |           |
| Appenzell Rhodes-Extérieures | 2058                            | 33                                       | 3712                                                                  | 5 mars          | 21 mars           |           |
| Lucerne | 13665                           | 154                                      | 3308                                                                  | 5 mars          | 21 mars           |           |
| Thurgovie | 9250                            | 136                                      | 3309                                                                  | 6 mars          | 23 mars           |           |
| Soleure | 8805                            | 141                                      | 3199                                                                  | 6 mars          | 23 mars           |           |
| Glaris | 1278                            | 27                                       | 3149                                                                  | 8 mars          | 28 mars           |           |
| Schaffhouse | 2566                            | 35                                       | 3116                                                                  | 11 mars         | 1er avril         |           |
| Nidwald | 1181                            | 12                                       | 2741                                                                  | 11 mars         | 11 avril          |           |
| Appenzell Rhodes-Intérieures | 638                             | 15                                       | 3956                                                                  | 11 mars         |                   |           |
| Uri | 1175                            | 28                                       | 3201                                                                  | 12 mars         | 1er avril         |           |
| Obwald | 1166                            | 26                                       | 3074                                                                  | 13 mars         |                   |           |
| Total | 394 453                         | 5781                                     | 4562.9                                                                | 25 février      | 5 mars            |           |
| Cas : mise à jour le 17.12.2020 Décès : mise à jour le 17.12.2020 Indice des cas confirmés pour 100 000 habitants : mise à jour le 17.12.2020 |                                 |                                          |                                                                       |                 |                   |           |

### Hospitalisations
Le rapport de l'OFSP du 27 mars sur la situation épidémiologique fournit les statistiques sur le profil des cas de Covid-19 en Suisse suivants : l’âge des cas confirmés en laboratoire allait de 0 à 102 ans, avec un âge médian de 52 ans (50 % des cas sont plus jeunes et 50 % sont plus âgés que cet âge). 49 % des cas étaient des hommes, 51 % des femmes. Les adultes étaient nettement plus touchés que les enfants. Chez les adultes de 60 ans et plus, les hommes étaient plus touchés que les femmes, et chez les adultes de moins de 50 ans, les femmes que les hommes. L’âge des hospitalisés allait de 0 à 101 ans, avec un âge médian de 70 ans. 60 % des personnes hospitalisées étaient des hommes et 40 % des femmes. Parmi les personnes décédées au 27 mars des suites du Covid-19, on comptait 120 hommes (61 %) et 77 femmes (39 %). L’âge des personnes décédées allait de 32 à 100 ans, avec un âge médian de 83 ans. Parmi les moins de 49 ans (2), entre 50 et 59 ans (5),.
Sous la pression de l'épidémie, un registre en ligne des lits de soins intensifs dans les différents hôpitaux, cantons et régions du pays, icumonitoring.ch, est mis en place en mai 2020 par des chercheurs de différentes universités, avec le soutien des divers partenaires publics. Les données y sont accompagnées de prédictions pour les jours à venir, basées sur différents modèles,.

## Impacts et réactions

### Économie
L'épidémie du coronavirus affecte fortement l'économie mondiale et les marchés financiers, les cours boursiers vivant leurs pires semaines depuis la crise de 2008, la Suisse n'étant pas épargnée par ce phénomène,.
D'autres secteurs subissent aussi des ralentissements, le président de Gastrosuisse annonçant le 6 mars notamment que certaines entreprises actives de l'hôtellerie et la gastronomie engrangent des pertes entre 60 % et 80 %. Des centaines d'entreprises actives dans l'industrie des machines ont, de leur côté, déjà demandé le chômage partiel.
Les compagnies aériennes sont, elles aussi, durement touchées ; SWISS a annoncé une réduction massive de ses vols, jusqu'à 50 %. Les importants plans de développement de la compagnie sont gelés, dont l'ouverture d'une nouvelle ligne en direction de Washington DC et l'embauche de 1 000 personnes.
Le 4 mars, la Conférence des Nations unies sur le commerce et le développement (CNUCED) a estimé que les exportations suisses, la chimie en particulier, seraient impactés à hauteur d'un milliard de dollars du seul fait du décrochage des exportations chinoises de composants clés en février 2020. Le 6 mars, le média financier Bloomberg LP avançait une récession possible des États-Unis, de l'Europe et du Japon, l’épidémie pouvant coûter 2 700 milliards de dollars à l'économie mondiale, soit l'équivalent du PIB annuel du Royaume-Uni.
Le 5 mars, une réunion avec différents acteurs économiques et partenaires sociaux est organisée par le conseiller fédéral Guy Parmelin, chef du Département fédéral de l'économie, de la formation et de la recherche, qui qualifie la situation de « sérieuse ».
Le 6 mars 2020, l'indice SMI de la bourse de Zurich enregistre une baisse de 4 %. Depuis l'annonce des premiers cas en Chine, le SMI a perdu de plus de 8 %. Valeur refuge, le franc suisse ne cesse de prendre de la valeur pour se rapprocher des 1,05 CHF pour 1 euro, ce qui est problématique pour l'économie suisse, fortement dépendante des exportations. La Banque nationale suisse continue alors sa politique de stabilisation du franc, en achetant massivement des devises sur le marché.

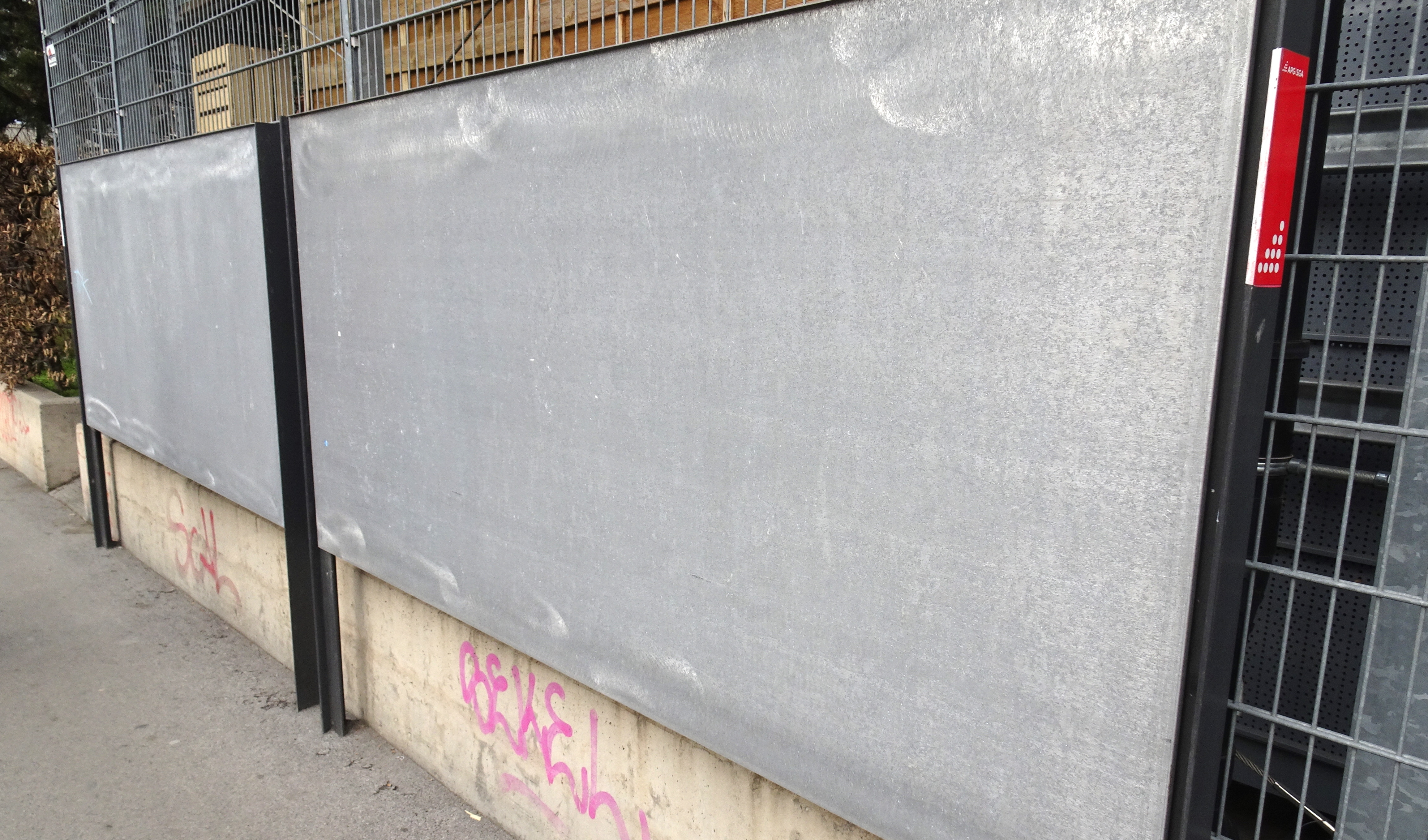
Affichage publicitaire inexistant, mars 2021, canton de Genève.

Les Jeunes socialistes ont avancé une proposition d’initiative populaire donnant lieu à un référendum afin de taxer les 1 % de Suisses les plus riches. Le conseil fédéral a rejeté l'idée au nom de « l’attractivité économique ». Le Parti suisse du travail-Parti ouvrier populaire (PST-POP) a présenté au Parlement un projet de « prélèvement unique de 2 % sur les fortunes et patrimoines de plus de 3 millions » (2,85 millions d’euros) pour « percevoir environ 17,5 milliards de francs » (16,62 milliards d’euros).
Le 12 août 2020, le Conseil fédéral a décidé d'accorder un soutien financier de 700 millions de francs aux entreprises de transports publics, fortement affectées par la pandémie de Covid-19.

#### Réactions à l'annonce des mesures
Les marchés de fruits et légumes n'ayant pas bénéficié de la même exception de fermeture que les magasins d'alimentation (articles 6.2a et 6.3a de la loi sur les épidémies (LEp)), des agriculteurs ont exprimé leurs interrogations et leur inquiétude,.

### Transports
Les décisions des autorités : la fermeture des frontières en Suisse ainsi que dans d'autres pays ; la fermeture des domaines skiables et des hôtels ; ainsi que les recommandations d'éviter les transports publics ainsi que de recourir au télétravail ont eu d'importantes répercussions sur la fréquentation des avions, des trains, des bus et des autoroutes.

#### Fermeture des frontières
Dès le 16 mars, l'entrée en Suisse depuis les pays voisins que sont l'Italie, la France, l'Allemagne, l'Autriche ainsi que depuis l'Espagne, depuis le 18 mars, n'est plus autorisée. Sont explicitement interdites les visites touristiques ainsi que l'immigration. L'octroi de visa Schengen est suspendue pour une durée de 3 mois. Seuls les ressortissants suisses, les ressortissants du Liechtenstein, les personnes ayant un permis de séjour ainsi que pour les personnes qui doivent voyager en Suisse pour des raisons professionnelles (frontaliers) sont autorisés à entrer sur le territoire. Le transit et le transport de marchandises, ainsi que le transit dans les aéroports restent autorisés. Le contrôle est effectué aux douanes routières ainsi que dans les aéroports,. De nombreuses douanes ont été fermées afin de canaliser le trafic vers les douanes principales, et des embouteillages se forment devant celles-ci. Des voies prioritaires ont été aménagées pour les frontaliers travaillant dans le domaine de la santé.

#### Baisse du trafic aérien

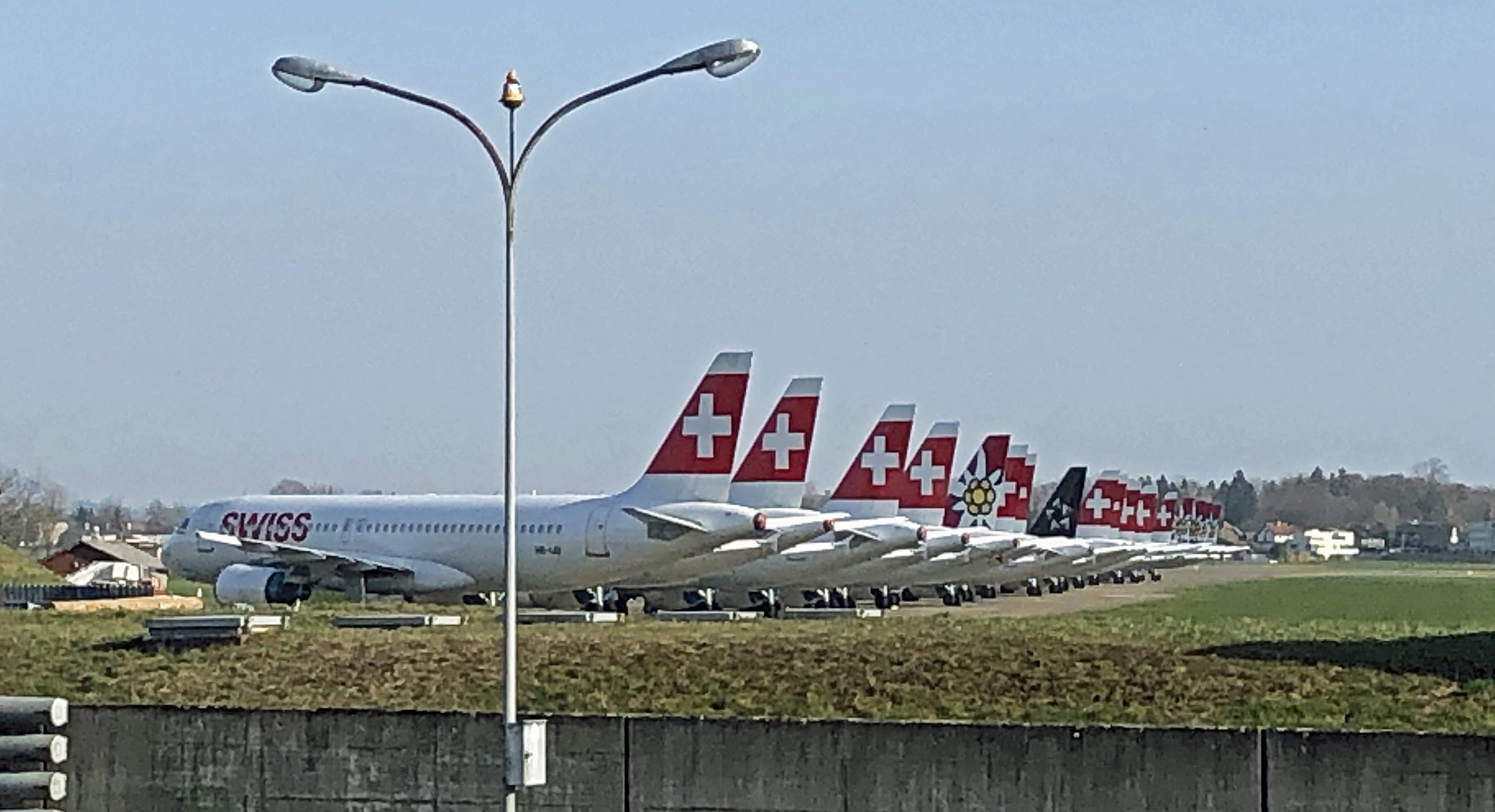
Avions Swiss immobilisés à Dübendorf, 28 mars.

Le 20 mars, quatre jours après l'instauration de l'état d'urgence, la fréquentation de l'aéroport international de Genève a momentanément augmenté, en raison des départs causés par la fermeture avancée des domaines skiables.
Trois jours plus tard, la fréquentation de l'aéroport de Genève n'est plus que de 10 % de ses capacités, et continue de baisser. Deux vols sur trois sont annulés. La compagnie EasyJet Switzerland, qui opère 45 % des vols au départ de Genève, a immobilisé une partie de sa flotte. Il en va de même pour SWISS, qui a diminué son activité de 80 %. L'aéroport de Genève, qui en temps normal opère plus de 100 vols par jour, a opéré seulement 15 vols le dimanche 22 mars. Les vols d'affaires sont en augmentation et les demandes proviennent principalement de nouveaux clients. Parmi les clients, il y a des étudiants chinois qui rentrent au pays où la situation sanitaire s'est améliorée.
Le 23 mars, jour de son 15e anniversaire, la compagnie SWISS est presque à l'arrêt. Sur 89 avions, seuls 6 sont encore en activité. Le 2 avril, EasyJet annoncent qu'ils immobilisent tous leurs avions jusqu'à nouvel ordre.
Le 1er avril, l'aéroport de Genève est au ralenti. Il a vu passer 600 passagers en un jour, contre 60 000 il y a un an. Le terminal, où la plupart des commerces sont fermés, ressemble à une ville fantôme. Sur le tarmac, des avions immobilisés stationnent depuis plusieurs jours. Après la suspension des activités d'Emirates, plus aucun vol long courrier n'a lieu.
À la fin du mois de mai, Easyjet, dont la flotte a été immobilisée, annonce que certains vols seront de nouveau possibles dès le 15 juin, au départ de Genève, Barcelone, Nice, Lisbonne ou Porto. L'utilisation du masque sera obligatoire dans ses avions. En raison de la baisse d'activité, la compagnie annonce également une importante baisse d'effectifs, passant de 15 000 à 11 000 collaborateurs. Swiss Airlines annonce également que 15 à 20 % des vols seront de nouveau disponibles dès le 15 juin, soit 140 vols par semaine au départ de Zurich et 40 vols au départ de Genève.
L'aéroport de Genève a fonctionné au ralenti pendant 3 mois, opérant 4 ou 5 vols par jour jusqu'à la réouverture des frontières le 15 juin. Le trafic reprend progressivement dès le lendemain, mais le directeur de l'aéroport n'envisage pas de retrouver la fréquentation de 2019 avant 2 ou 3 ans. Un mois plus tard, l'aéroport a vu passer 16 000 passagers soit 30 % de l'activité de l'an passé. Situation comparable à l'aéroport de Zurich : en juillet, le nombre de passagers a triplé en un mois, cependant, avec 560 000 passagers par mois, l'activité n'est que de 25 % de celle de l'an passé.
Faute de passagers, certains avions Boeing 777, les plus gros appareils de la compagnie Swiss, ont été transformés en cargo pour une durée de 3 ans.
Vols de rapatriements
Le gouvernent recommande aux ressortissants suisses en voyage dans le monde de rentrer immédiatement au pays en vue d'éviter d'être bloqué par la fermeture des aéroports. Le 20 mars, plus de 7 000 personnes sont bloquées, notamment au Maroc, au Costa Rica, en Colombie et au Pérou. Les ambassades négocient des vols charters de rapatriement avec les pays hôtes et les compagnies EasyJet, Swiss et Edelweiss Air,.
Entre le 20 mars et le 14 avril, il y a eu 8 vols de rapatriement depuis l'Amérique du Sud, dont 3 au départ de Lima. Les derniers vols de rapatriement sont partis de Calcutta en Inde le 24 avril, ainsi qu'un vol circulaire en Afrique passant par Accra, Abidjan et Ouagadougou,.
Au total, les 33 vols organisés par le Département fédéral des affaires étrangères (DFAE) ont permis de rapatrier 6 950 personnes. Parmi lesquelles 3 975 ressortissants suisses. 1 500 ressortissants suisses ont été rapatriés par des vols organisés par d'autres pays. Les vols sont payés à 80 % par les passagers et à 20 % par le DFAE ; le prix varie entre 400 et 1 700 francs selon la distance.

#### Réduction de la cadence des trains et des autobus
L'Office fédéral des transports reconnaît[Quand ?] que les transports publics - en particulier quand ils sont bondés - favorisent la propagation des virus. Il recommande à la population d'éviter de se servir des transports publics et de privilégier, dans la mesure du possible, la marche ou le vélo. Il recommande également aux employeurs de recourir au télétravail en vue de diminuer le nombre de pendulaires.
Les mesures prises par les autorités ont entraîné une baisse de fréquentation des trains. Le 15 mars, avant l'instauration de l'état d'urgence, la fréquentation a déjà diminué de 50 % et devrait continuer de baisser. Les principales compagnies nationales que sont les Chemins de fer fédéraux suisses et CarPostal s'adaptent au changement en réduisent progressivement le nombre et la cadence des trains et des bus. Les liaisons internationales sont supprimées - les trains s'arrêtent à la frontière. La longueur des trains n'est pas modifiée, en vue de permettre aux passagers de respecter la distance minimale prescrite par le Conseil fédéral. Les CFF envisagent des convois supplémentaires pour les marchandises. Quelques jours plus tard, la fréquentation de certains trains a diminué de plus de 80 %.
Le nombre et la cadence des autobus urbains a également été adaptée. En ville de Lausanne, la cadence a été réduite sur toutes les lignes urbaines sauf la ligne M2 qui dessert le Centre hospitalier universitaire vaudois.
La cadence ordinaire des trains a été restaurée au début du mois de mai, en prévision de l'augmentation attendue du nombre de pendulaires lors de la réouverture des écoles. Le plan de protection des transports publics fait débat, en particulier en ce qui concerne l'usage des masques d'hygiène dans les trains. Un sondage révèle que 45 % des pendulaires avant la pandémie entendent privilégier le télétravail plutôt que les transports publics. Craignant pour leur santé, certains usagers privilégient dorénavant les transports personnels : voiture, vélo, ou scooter électrique, selon ce sondage.
Alors qu'au mois de mars et avril la fréquentation des trains avait diminué de 80 à 90 %, celle-ci remonte durant le mois de mai. Au début du mois de juin, la fréquentation est de 55 % : les trains sont encore à moitié pleins, mais le nombre de voyageurs augmente chaque jour. Dans les autocars, 5 à 20% des passagers portent un masque.

##### Port du masque obligatoire dans les transports publics
Le 1er juillet 2020, le Conseil fédéral rend obligatoire l'utilisation des masques dans tous les transports publics - train, trams, bus, remontées mécaniques et bateaux dès le 6 juillet pour les personnes de 12 ans et plus. Cette décision est motivée notamment par l'augmentation de la fréquentation des trains et des bus,. Cette obligation est très largement respectée par la population dès le premier jour, ce qui contraste avec les jours précédant l'obligation. Lors de sa séance du 16 février 2022, le Conseil fédéral lève les mesures de l’obligation de porter un masque dans les transports publics à partir du 1er avril 2022. Dès la levée de l'obligation de porter le masque, il n'y a plus que 15 à 30 % qui portent encore le masque la première matinée, voir 50 % sur certaines lignes de transport. Certains annoncent qu'ils n'étaient pas encore au courant de la levée de l'obligation. Au Transports publics genevois par exemple, le nombre de personnes masquées dans les bus, trams et trains, a diminué au fil de la matinée en constatant que le personnel n’en portait plus. Ce constat par rapport au port du masque, est en contradiction avec un sondage de la Sotomo, commandé par l'OFSP en début d'année 2022 et publié en février, qui indiquait que l’obligation du port du masque dans les trains, les bus ou les trams était encore soutenue par 84 % des personnes interrogées. L’étude avait été réalisée entre le 28 décembre 2021 et le 1er janvier 2022 auprès de 5 801 personnes de plus de 18 ans provenant de toutes les régions de Suisse. Un autre sondage réalisé par Tamedia-20 minutes le week-end précédent l'annonce du Conseil fédéral le 16 février 2022 sur le port du masque, indiquait encore que 66 % des personnes sondées estimaient qu’il fallait conserver le masque dans les transports publics.

#### Baisse de fréquentation des routes
Les mesures prises par le gouvernement ont provoqué une baisse de fréquentation des autoroutes de plus de 50 %.
Les mesures prises dans plusieurs pays en Europe touchent également les routiers : près de la moitié de leurs camions sont à l'arrêt.
Dans le tunnel routier du Saint-Gothard, où se produit un embouteillage chaque année lors des vacances de Pâques, cet embouteillage n'a pas eu lieu cette année et la fréquentation a baissé de 90 % par rapport à l'année précédente. La police était présente pour sensibiliser les voyageurs concernant la situation sanitaire sévère au canton du Tessin, du côté sud du tunnel. Sans grand succès : aucun des voyageurs interpellés n'a fait demi-tour,.

### Limitations de déplacements

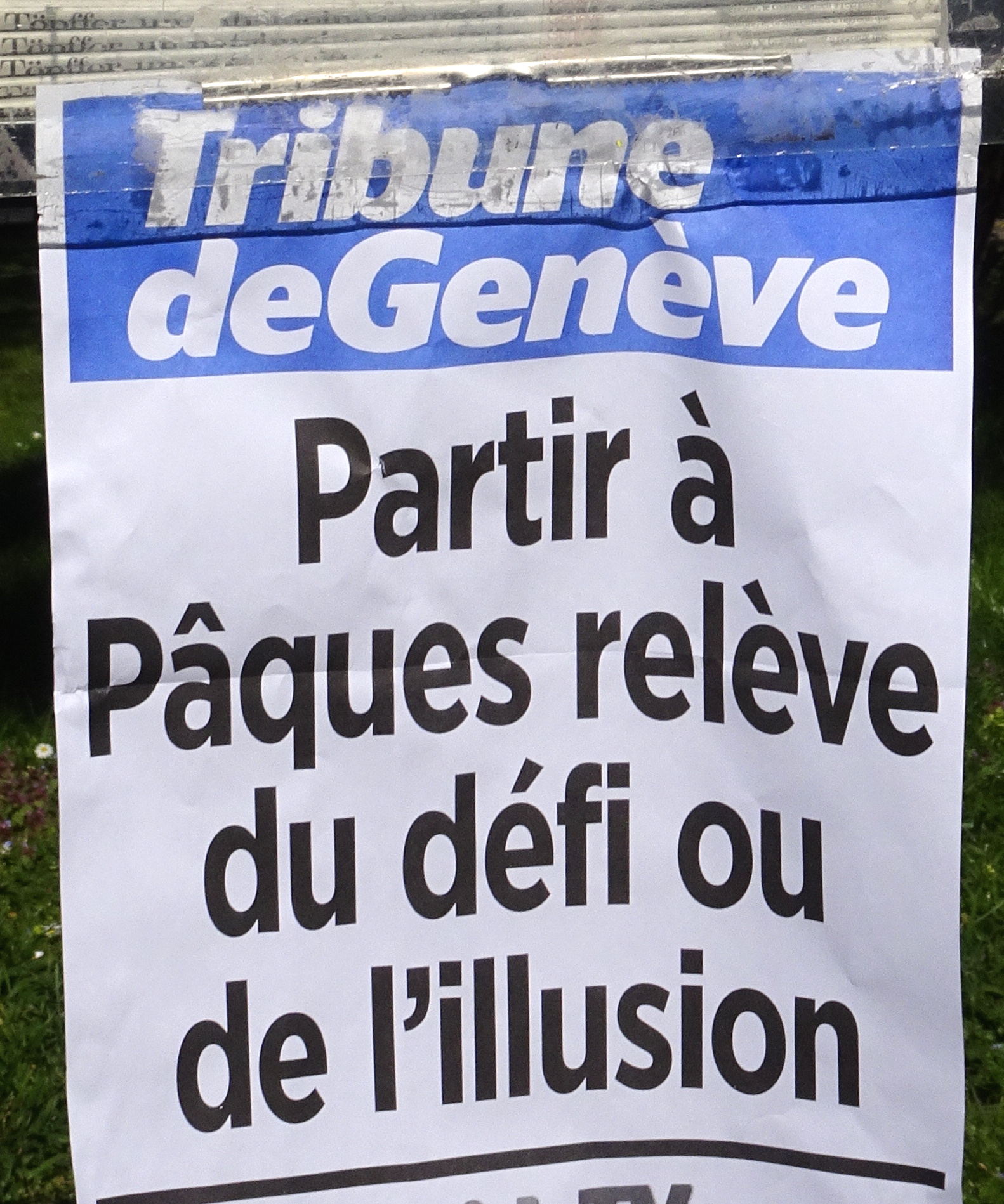
Au printemps 2021, les déplacements sont encore limités.

En janvier 2020, des entreprises prennent des mesures : Novartis conseille par exemple à ses employés chinois de travailler depuis chez eux, et Nestlé interdit à ses collaborateurs les voyages non indispensables en Chine.
Le 31 janvier, le Touring Club Suisse (TCS) indique avoir reçu plus de 250 appels téléphoniques et porté assistance à 81 de ses membres depuis le début de la crise. En collaboration avec le Département fédéral des affaires étrangères (DFAE), le TCS délivre des conseils médicaux, organise le retour en Suisse et annule les voyages vers les zones touchées par l’épidémie.
Le 2 février, des citoyens de trente nationalités différentes, dont cinq Suisses et trois de leurs proches parents chinois, ont été rapatriés depuis Wuhan, en Chine, alors foyer de l'épidémie. L'A380 d'Hi Fly Malta a atterri à la base aérienne d’Istres-Le Tubé près de Marseille. Ses passagers ont été mis en quarantaine pendant 14 jours, notamment à Aix-en-Provence.
Le 21 février, en provenance de Wuhan, 28 Français et 36 ressortissants d'autres pays européens, dont cinq Suisses et deux de leurs proches chinois, ont atterri à l'aéroport de Paris-Charles-de-Gaulle. Les ressortissants suisses et leurs proches chinois, pris en charge par le DFAE, ont été soumis à une quarantaine en Suisse. Vingt personnes sont alors en quarantaine dans plusieurs cantons, y compris des croisiéristes du MS Westerdam débarqués à Sihanoukville au Cambodge. Ces derniers, testés négativement à plusieurs reprises, avaient pu prendre l'avion. Mais ils ont été mis en quarantaine en raison d'un autre passager qui avait été testé positivement après le débarquement. Leur quarantaine a été levée le 23 février.
Le 7 mars, le DFAE annonce que quatre ressortissants suisses se trouvent à bord du bateau de croisière Grand Princess, immobilisé au large de San Francisco en raison de cas de coronavirus détectés à bord.
Le 16 mars, alors que la Suisse est en état de situation extraordinaire et que le Conseil fédéral demande d'éviter tout déplacement à l'étranger, le voyagiste TUI Suisse suspend son programme mondial de voyages jusqu'au 27 mars. La société travaille au rapatriement des voyageurs en Suisse, la plupart d'entre eux peuvent rentrer sur des vols réguliers.
Le 14 mars, le Maroc a suspendu les liaisons aériennes avec 25 pays supplémentaires, dont la Suisse. Bien que les vols de retour soient toutefois autorisés, des dizaines de milliers de touristes, dont des centaines de Suisse, se retrouvent en grande difficulté pour regagner leur pays. Le Département fédéral des affaires étrangères déclare vouloir favoriser leur retour. Dès le 17 mars, au moins cinq vols affrétés par des compagnies aériennes basées en Suisse ont pu être effectués au départ de Marrakech et des vols supplémentaires ont été prévus par ces compagnies dans le courant de la semaine. S’agissant de vols commerciaux, les voyageurs suisses doivent effectuer les réservations nécessaires et prendre à leur charge les frais correspondants. Par ailleurs, le DFAE rappelle que selon la loi, les ressortissants suisses ne peuvent pas revendiquer le droit à une prise en charge par la Confédération lors d'une situation de crise. Celle-ci peut apporter une aide et un soutien subsidiaire, dans le respect du principe de proportionnalité et dans la mesure de ses moyens. Les voyageurs suisses portent la responsabilité de la préparation et de l'exécution d'un voyage à l'étranger. Par ailleurs, ceux-ci doivent s'informer en tout temps sur une situation particulière et entreprendre les démarches pour trouver des solutions alternatives (hébergement à l'hôtel, changement de réservation, annulation et option de retour alternatif) avec l'aide de leur propre assurance de voyage, compagnie aérienne et tour-opérateur.

### Qualité de l'air
Sur la base des résultats de stations de mesures en Suisse, le Laboratoire fédéral d'essai des matériaux et de recherche (EMPA) a comparé les taux de pollution de l'air par des oxydes d'azote (NOx) avant, en période de transition et pendant les mesures de confinement. Les premières observations montrent une chute de la pollution dès le 17 mars. Une étude était en cours au début du mois d'avril.

### Politique
Le 15 mars, les Chambres fédérales prennent la décision d'interrompre la session parlementaire de printemps.
Le 18 mars, le Conseil fédéral annonce le report des votations fédérales et cantonales du 17 mai. D'ici la fin du mois de mai, il décidera l'éventuelle inscription des objets soumis à votation au prochain scrutin fédéral, le 27 septembre. Les récoltes de signatures pour les différentes initiatives populaires sont également suspendues, jusqu'au 31 mai,.
Le 26 mars, les bureaux des deux chambres du Parlement ont annoncé une session extraordinaire, consacré aux défis de la pandémie. La session extraordinaire aura lieu le 4 mai 2020. Vu que les chambres du Palais fédéral ne permettent pas aux 246 parlementaires de respecter les distances sociales, cette session aura lieu dans une salle de 6 000 m2 — la superficie d'un terrain de football — louée pour l'occasion au palais d'exposition de Berne,.
Le 25 septembre, le Parlement fédéral édicte la Loi fédérale sur les bases légales des ordonnances du Conseil fédéral visant à surmonter l'épidémie de COVID-19, couramment appelée Loi COVID-19, afin d'inscrire dans la loi les différentes mesures arrêtées par ordonnances depuis le mois de mars 2020,. En janvier 2021, un référendum populaire est déposé contre cette loi, qui sera donc soumise à la votation populaire le 13 juin 2021,,.

### Médias
Le 11 mai 2020, le parlement fédéral décide de subventionner fortement les médias, à hauteur de 50 millions de francs environ, ces médias ayant été perçus comme indispensables par ces temps de pandémie, parce qu'ils informent et accompagnent la population.

### Sport
Dans le cadre de la décision prise par la Confédération le 28 février d'interdire les manifestations de plus de 1 000 personnes, puis celle du 13 mars d'interdire les manifestations de plus de 100 personnes, de nombreux événements sportifs ont été annulés, reportés ou encore suspendus en Suisse ou à l'étranger.
Le 2 mars, l'Association suisse de football (ASF) décide de suspendre ses championnats jusqu'au 23 mars. Le 13 mars, l'ASF suspend tous les matchs de football de toutes les catégories et de toutes les catégories d'âge. Les championnats de Super League et de Challenge League sont suspendus jusqu'à au moins fin avril avec comme objectif de terminer la saison d'ici l'été. Du 23 au 30 mars l'équipe de Suisse devait participer à un tournoi amical au Qatar, avec des matches contre la Belgique et la Croatie, qui a été annulé.
Le 1er mars, une assemblée extraordinaire de la National League de hockey décide de suspendre ses matchs jusqu'au 17 mars,. Au 13 mars, les playoffs de National League et de Swiss League sont annulés. Cette saison ne verra pas le titre de champion de Suisse attribué et il n'y aura aucune relégation ni aucune promotion. Tous les championnats de hockey (MySports League, ligue féminine, relève, seniors) sont également annulés.
En athlétisme, les championnats suisses de cross prévus le 7 mars sont annulés, tout comme les championnats suisses de semi-marathon prévus le 22 mars. La course de Chiètres, les 20 km de Lausanne et le Grand Prix de Berne entre autres sont annulés. Le marathon de Zurich qui devait accueillir les championnats suisses de marathon est reporté et les championnats sont annulés. Le 13 mars, la Fédération suisse d'athlétisme décide d'annuler tous les meetings et toutes les manifestations prévus en mars et en avril. Les championnats suisses d'athlétisme prévus les 26 et 27 juin à Bellinzone sont repoussés à une date ultérieure.
Le 12 mars, la SwissBasketball décide de l'annulation des matchs de LNA et LNB messieurs, et LNA et LNB dames de la saison 2019-2020. Le titre de champion de Suisse sera peut-être attribué. L'arrêt des compétitions concerne également les Coupes de Suisse messieurs et dames, les championnats des juniors CSJ, U13, U15, U17 et U20 filles et garçons. La fédération de basket demande également à ses clubs d'annuler tous leurs tournois, leurs matches et leurs entraînements,. Le même jour, la fédération suisse de volleyball décide de l'annulation des championnats de LNA dames et messieurs, LNB dames et messieurs, 1re ligue, ligues régionales et juniors. L'attribution éventuelle des titres de champion de Suisse et de la Coupe de Suisse, dont les finales sont également annulées, doit encore être discutée. La Fédération suisse de handball a décidé de l'arrêt de tous les championnats de handball dès le 12 mars. Les finales de la Coupe de Suisse sont annulées. La Fédération suisse de natation annule les championnats de Suisse en grand bassin, prévus aux Vernets à Genève du 2 au 5 avril. En badminton, les playoffs de LNA sont suspendus. Les matchs de tennis de table ont été suspendus jusqu'à fin avril par Swiss Table Tennis.
Le 13 mars Swiss ski décide de l'annulation des finales de la Coupe du monde de ski cross prévues le 14 mars à Veysonnaz ainsi que les épreuves de Coupe du monde de ski freestyle de Silvaplana agendées les 21 et 22 mars. Au niveau national, les championnats suisses de ski alpin, qui devaient se dérouler au Val d'Anniviers du 30 mars au 5 avril 2020, et de ski de fond à Realp du 27 au 29 mars, sont annulés.
En ski-alpinisme, la Patrouille de la Maya à Saint-Martin prévue le 1er mars, le Défi des Faverges à Crans-Montana prévu le 21 mars, les Trophées du Muveran prévu le 5 avril, sont annulés. Le 13 mars, le commandement de la Patrouille des glaciers, prévue du 27 avril au 3 mai, décide de son annulation.
La grande finale du Freeride World Tour, l’Xtreme de Verbier, qui devait se dérouler entre le 31 mars et le 8 avril, est annulée.
Le 16 mars, est annoncé l'annulation de l'édition 2020 du Tour de Romandie. Auparavant l'Union cycliste internationale (UCI) avait décidé de suspendre toutes les épreuves « dans les territoires identifiés à risque par l'Organisation mondiale de la santé ». Le parcours de l'édition 2020 sera si possible reprise en 2021.
Le 19 mars, est annoncée l'annulation de l'édition 2020 du Tournoi de tennis de Genève qui devait se dérouler de 16 au 23 mai.
Le 21 mars, les Championnats du monde de hockey sur glace qui devait se dérouler en Suisse durant le mois de mai sont officiellement annulés.
Le 2 avril, est annoncée l'annulation de l'édition 2020 du Tour de Suisse, une première depuis la fin de la Seconde Guerre mondiale.
Le 29 mai, la Swiss Football League décide de reprendre les championnats de Super League et Challenge League à partir du 19 juin 2020.

### Impact psychologique

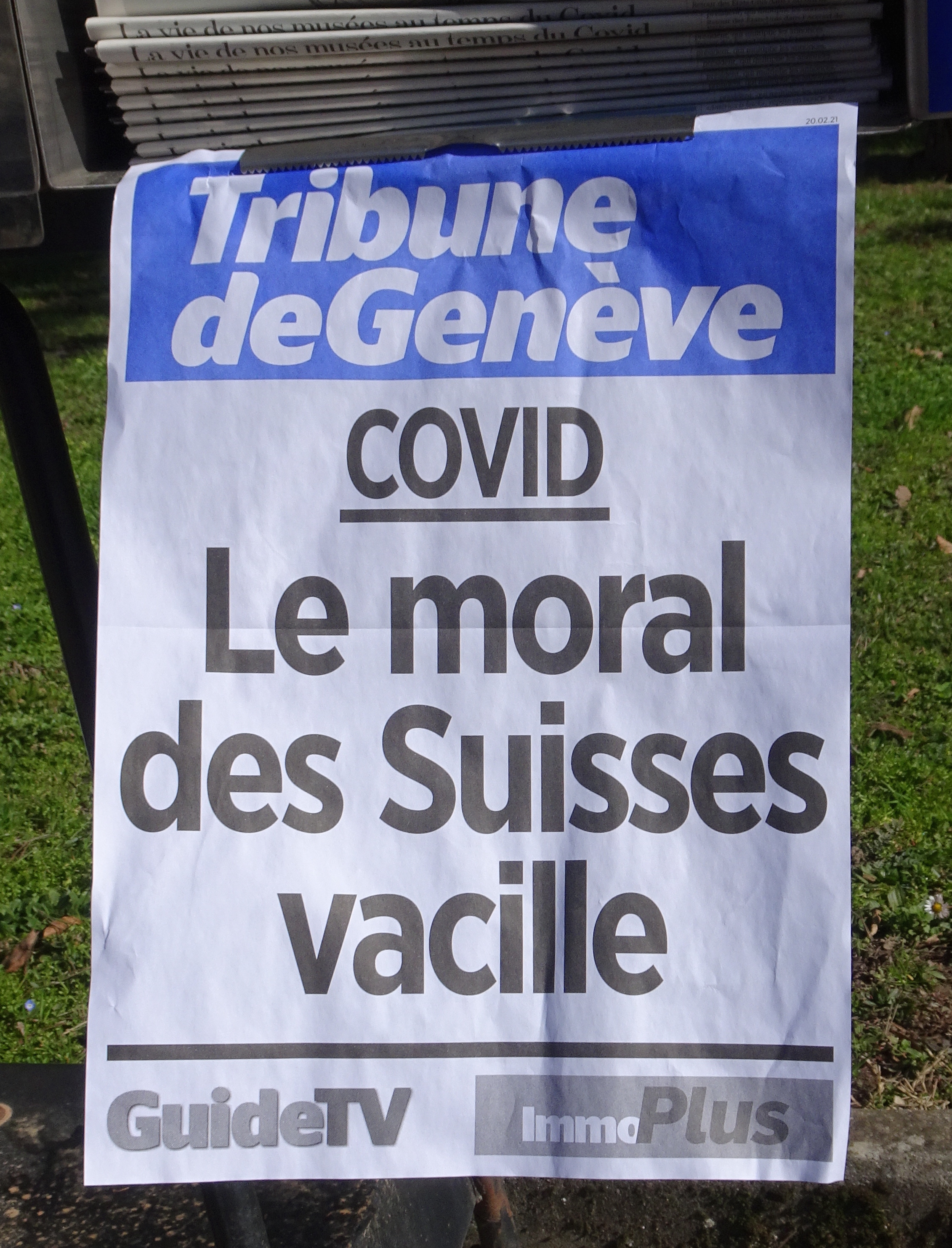
Manchette du 21 février 2021.

La pandémie semble augmenter le nombre de pensées suicidaires. Selon le responsable de l'antenne lucernoise de la Main tendue, la tendance suicidaire chez les plus de 65 ans a augmenté de manière "dramatique" durant le semi-confinement. L'association Stop Suicide lance une campagne adaptée à la crise.
Des mesures sont prises : une fondation suisse présidée par David de Rothschild crée le site web Covid-Out pour remédier aux difficultés de santé mentale dues notamment au confinement.